# Naoto Kan
Naoto Kan (菅 直人, Kan Naoto), né le 10 octobre 1946 à Ube (préfecture de Yamaguchi), est un homme d'État japonais. Il est le 61e Premier ministre du Japon du 8 juin 2010 au 2 septembre 2011, en tant que président du Parti démocrate du Japon (PDJ, longtemps principal parti d'opposition à la Diète jusqu'à son arrivée au pouvoir aux élections législatives de 2009) depuis le 4 juin de la même année. Il a déjà dirigé ce parti du 28 septembre 1996 au 25 septembre 1999 et du 10 décembre 2002 au 18 mai 2004.
Membre de la Chambre des représentants, la chambre basse du Parlement japonais, depuis 1980, d'abord pour l'ancien 7e district électoral de Tokyo de 1980 à 1996 puis pour sa nouvelle 18e circonscription de 1996 à 2012 et depuis 2017, ainsi que pour le bloc proportionnel englobant la totalité de la métropole de Tokyo de 2012 à 2017, il s'est fait connaître en tant que ministre de la Santé et des Affaires sociales dans le premier gouvernement de Ryūtarō Hashimoto du 11 janvier au 7 novembre 1996, et est le vice-Premier ministre chargé de la Politique économique et fiscale du cabinet de Yukio Hatoyama du 16 septembre 2009 au 4 juin 2010. Il a cumulé ces fonctions avec celles de la Stratégie nationale et de la Politique scientifique et technologique jusqu'au 7 janvier 2010 puis, de cette date au 8 juin suivant, avec celle de ministre des Finances.
Élu président du PDJ le 4 juin 2010, il est le même jour choisi par la Diète pour devenir Premier ministre mais doit attendre le 8 juin pour être officiellement investi par l'empereur. Il a été réélu à la tête du PDJ le 14 septembre 2010 pour un mandat de deux ans. En poste le 11 mars 2011, il doit alors gérer la situation de crise qui fait suite au séisme de 2011 de la côte Pacifique du Tōhoku et à l'accident nucléaire de Fukushima. Devenu en quelques mois très impopulaire, il annonce le 26 août 2011 sa démission de la direction du parti et donc du poste de Premier ministre. Il reste en place jusqu'à l'investiture de son successeur Yoshihiko Noda, le 2 septembre suivant.

## Origines, formations et carrière professionnelle
Naoto Kan est né à Ube dans la préfecture de Yamaguchi où son père est un cadre des Industries d'Ube (entreprise de fabrication de verre basée dans la ville). La famille Kan est officiellement enregistrée auprès du koseki du bourg de Takebe (district de Kume, aujourd'hui partie de la ville d'Okayama) dans la préfecture d'Okayama d'où sa famille paternelle est originaire. Son grand-père, Minoru Kan, fut d'ailleurs président de l'ordre des médecins du district de Kume ainsi qu'élu à l'assemblée de ce dernier. Selon plusieurs généalogistes, il descend du clan Sugawara et du poète et homme politique de l'ère Heian (fin du IXe siècle) Sugawara no Michizane (aussi connu sous le nom de Kan Shōjō),,.
Après la promotion de son père au sein de la direction du groupe, la famille part s'installer à Mitaka dans la banlieue de Tokyo et Naoto Kan finit ainsi sa scolarité secondaire en 1965 au sein du lycée métropolitain de Koyama dans l'arrondissement spécial de Shinagawa.
Il fait ensuite des études auprès de la faculté des sciences de l'université de technologie de Tokyo (plus connue sous les noms de TiTech ou Tokodai), et en sort licencié en physique appliquée en 1970. L'année suivante, il passe l'examen d'avocat conseil en brevet.

## Mariage et vie privée
Il épouse en 1970 sa cousine germaine,, Nobuko Himei (姫井伸子, Himei Nobuko, née en 1945 dans le bourg de Konkō, dont la mère, et tante de Naoto Kan, Chieko Himei, fut la présidente de l'assemblée communale, aujourd'hui partie de la ville d'Asakuchi, dans la préfecture d'Okayama). Ensemble, ils ont deux fils :
- Gentarō Kan (菅 源太郎, Kan Gentarō?, né le 30 octobre 1972), un activiste pour la défense des droits civiques dans les années 1990, comme le fut avant lui son père, et qui fut candidat du PDJ dans le 1er district de la préfecture d'Okayama (d'où la famille Kan est initialement originaire) lors des élections législatives de 2003 et de 2005, il y est à chaque fois battu par le député sortant du PLD Ichirō Aisawa.
- Shinjirō Kan (菅 真二郎, Kan Shinjirō?, né en 1977), vétérinaire pratiquant dans une clinique (le Hirami Animal Hospital) dans le quartier de Tateno et l'arrondissement spécial de Nerima à Tokyo[5].

Passionné de jeu de go et d'autres divertissements traditionnels asiatiques depuis sa jeunesse, il développe durant ses études un calculateur de point de mah-jong utilisant une combinaison de transistor. Après son départ de l'université, il dépose une demande de brevet en 1973, l'obtenant finalement en 1977. D'après Katsuyuki Takahashi, employé au Musée du mah-jong de Chiba (qui a détenu pendant plusieurs années la machine inventée par Kan avant de la restituer à son créateur), il aurait tenté par la suite de vendre son invention, notamment à Nintendo qui la refuse, ne la jugeant pas assez rentable.
Naoto Kan déclare apprécier particulièrement le shōchū, boisson alcoolisée plus forte que le saké et passant pour être préférée traditionnellement par les salariés et ouvriers. Cela contribue à son image d'homme politique proche des milieux populaires. Il est réputé pour son caractère colérique qui lui a valu son surnom d’Ira Kan.

## Carrière politique

### Engagements de jeunesse

#### Un militant de gauche
C'est durant ses études que Naoto Kan connaît ses premières expériences militantes. Dès son entrée au TiTech en 1965, il participe à la création d'un groupe de réflexion étudiant portant notamment sur la pollution ou les relations américano-japonaises. Il s'engage également dans le mouvement de protestation étudiant particulièrement actif au Japon à la fin des années 1960 (par opposition surtout à la présence militaire américaine dans l'archipel et à la guerre du Viêt Nam), et fonde en 1968 la Réunion inter-facultés pour l'impulsion des réformes (全学改革推進会議, Zengaku kaikaku suishin kaigi), une organisation non-violente et plus modérée que le groupe de lutte d'extrême-gauche Zenkyōtō.
Après sa sortie de l'université, il fonde un groupe de défense des consommateurs avant de diriger en 1974 la campagne (victorieuse) pour la réélection à la Chambre des conseillers de Fusae Ichikawa, figure historique du mouvement féministe japonais. Cet épisode lui permettra de conserver pendant de longues années une certaine sympathie de la part de l'électorat féminin. Il se présente lui-même deux ans plus tard aux élections législatives comme indépendant dans l'ancien 7e district de Tokyo (qui correspond à la moitié occidentale de la préfecture, soit la banlieue et les zones rurales en dehors du centre de l'agglomération que constituent les 23 arrondissements spéciaux, circonscription plutôt à gauche), mais il ne réussit pas à se faire élire, n'arrivant qu'en 5e position (avec 71 368 voix et 11,74 % des suffrages exprimés) dans une circonscription disposant de quatre sièges à la Chambre des représentants (au vote unique non transférable).

#### Créations de partis politiques
Le 26 mars 1977 il fonde la Fédération sociale-citoyenne (社会市民連合, Shakai-shimin rengō), plus souvent appelée Shaminren (社民連), avec le dissident socialiste Saburō Eda (qui vient de quitter le PSJ après avoir vainement tenté de convaincre sa direction de le faire évoluer vers la social-démocratie et de l'allier aux partis centristes d'opposition à la Diète) et l'ancien communiste réformateur Jinbē Andō (admirateur de l'eurocommunisme et du modèle italien). Après le décès de Saburō Eda, le 22 mai suivant, Naoto Kan fait partie, avec le fils d'Eda, Satsuki, et un autre ancien socialiste, Shigeo Ōshiba, de la présidence tripartite qui s'organise alors pour lui succéder à la tête de ce petit mouvement social-démocrate. Lors du renouvellement de la moitié de la Chambre des conseillers du 10 juillet 1977, Naoto Kan est l'un des dix candidats avancés par ce parti, mais il est battu au vote unique non transférable à Tokyo (il arrive 8e sur 19 pour 4 sièges à pourvoir, en ne réunissant que 199 192 votes et 3,8 % des voix). Le 26 mars 1978, la Fédération sociale-citoyenne de Kan, Eda et Ōshiba fusionne avec une autre petite formation de centre gauche constituée par des dissidents socialistes en septembre 1977, le Club socialiste (社会クラブ, Shakai kurabu) du conseiller Hideo Den, pour donner naissance à la Fédération sociale-démocrate (社会民主連合, Shakai-minshu rengō, également abrégé en Shaminren, ou FSD).

#### Premiers pas au Parlement
S'il est une nouvelle fois battu lors des élections législatives du 7 octobre 1979 dans l'ancien 7e district de Tokyo (il arrive cette fois en 6e et avant-dernière position, avec 67 480 voix et 11,9 % des suffrages), il intègre finalement la Chambre des représentants dès l'année suivante (le 22 juin 1980), à l'occasion d'élections anticipées, et arrive en tête parmi six candidats (avec 157 921 votes et 22,8 % des suffrages). Sa victoire est alors basée sur une importante campagne de terrain menée par les militants du parti et des associations le soutenant, et sur un discours résolument écologiste et de défense des droits civiques. Il est réélu en obtenant encore le meilleur score en 1983 (127 700 voix soit 19,9 %), puis la 2e place (derrière le libéral-démocrate Kiyoshi Ozawa) en 1986 (136 482 votes, 20,35 %), la 3e (après Ozawa mais également le socialiste Hiroshi Tsunematsu) en 1990 (137 343 suffrages, 17,34 %) et à nouveau la première en 1993 (154 827 voix, 20,49 %).
À la Chambre des représentants, il se fait notamment remarquer pour ses interventions souvent vives sur des sujets tels que :
- la santé publique : il participe par exemple de manière active au débat parlementaire sur l'efficacité, largement remise en question, de la substance spécifique Maruyama SSM, également appelée « vaccin Maruyama » ou « vaccin contre le cancer ».
- les problèmes fonciers et de logement : représentant une circonscription urbaine et péri-urbaine à forte expansion du bâti, il critique les nombreuses failles de la loi fiscale permettant à 86 % des exploitations agricoles en zone urbaine d'être imposées seulement à hauteur de 1 % des taxes touchant les zones résidentielles[15], permettant selon lui le maintien de terrains non exploités handicapant le développement des logements, créant des inégalités et haussant artificiellement les prix immobiliers[16].

Il soutient toutefois le gouvernement dans son projet de privatisation et d'éclatement en six entreprises distinctes de la compagnie nationale ferroviaire, la Japanese National Railways (JNR), en 1987.
Par ailleurs, il milite, comme l'ensemble de son mouvement, en faveur de la défense des droits de l'homme dans des régimes autoritaires ou en phase de démocratisation difficile de la région Asie-Pacifique. Tout d'abord en 1989, il fait partie, avec d'autres dirigeants de formations de gauche (dont Satsuki Eda mais aussi la présidente du PSJ Takako Doi), des pétitionnaires demandant au président sud-coréen Roh Tae-woo la libération de 19 prisonniers politiques. Cela leur sera reproché par la suite par le PLD et l'opinion publique car, parmi ces prisonniers dont ils demandaient la libération, figurait un ancien agent nord-coréen reconnu depuis coupable d'avoir participé aux enlèvements de Japonais réalisés par le régime de Pyongyang dans les années 1970. De même, en 1992, il signe la pétition lancée par la FSD (à l'instar de 421 autres parlementaires, représentant 55 % des membres de la Diète, et remise par Satsuki Eda au secrétaire général du Cabinet Yōhei Kōno) afin d'engager des pressions sur le Myanmar pour la libération d'Aung San Suu Kyi et de tous les autres prisonniers politiques de la junte militaire birmane ainsi que la mise en place d'une transition démocratique dans ce pays.
Devenu président du Conseil de recherche politique (chargé de définir le programme) de la FSD de 1985 à 1990 puis son secrétaire général adjoint de 1990 à 1994, il seconde Satsuki Eda qui prend la tête du mouvement. Il aide ce dernier à fonder en novembre 1992 un « groupe d'études » baptisé Sirius, et doté d'une publication du même nom, réunissant 27 parlementaires réformistes de centre gauche issus de la tendance dite de la « Société de la Nouvelle Vague » du Parti socialiste japonais (PSJ), de la FSD et du Parti des réformes démocratiques (PRD), bras politique de la Confédération syndicale japonaise (連合, Rengō). Son but est de réfléchir sur l'évolution de la social-démocratie au Japon et sur les moyens d'engager une union de l'opposition pour prendre le pouvoir au PLD, de plus en plus en difficulté à la suite d'une succession de scandales et de la dégradation de la situation économique,. Dans le même temps, les députés socialistes et sociaux-démocrates forment un groupe commun à la Chambre des représentants.

### Entre majorité et opposition

#### Passage dans la majorité
L'année suivante, il participe à la coalition anti-PLD formée par huit partis d'opposition :
- les quatre partis de gauche non communiste :

le PSJ,
la FSD,
le Parti démocrate socialiste (PDS),
le PRD,
- les trois mouvements de centre droit réformateurs et dissidents du PLD, à savoir :

le Shinseitō,
le Nouveau parti du Japon (NPJ),
le Nouveau parti pionnier ou Nouveau parti Sakigake (NPS),
- la formation centriste d'inspiration bouddhiste Kōmeitō.

À la suite des élections législatives du 18 juillet 1993, cette coalition réussit à prendre le pouvoir au parti majoritaire et forme un gouvernement dirigé par Morihiro Hosokawa (NPJ).
Assez nettement réélu dans l'ancien 7e district de Tokyo (en arrivant en tête de douze candidats avec 20,5 % des suffrages exprimés), Naoto Kan fait désormais figure de poids lourd au sein de cette nouvelle majorité, et prend la présidence de la Commission des Affaires étrangères de la Chambre des représentants d'août 1993 à janvier 1995.
En janvier 1994, tout en restant, pour un temps, membre de la FSD, il rejoint le NPS, petit parti centriste libéral, progressiste et pacifique créé le 21 juin 1993 par de relativement jeunes élus (trentenaires, quadragénaires et quinquagénaires) réformateurs du PLD opposés à la vieille garde du parti (jugée trop immobiliste et corrompue), parmi lesquels l'ancien gouverneur de Shiga et alors secrétaire général du Cabinet Hosokawa Masayoshi Takemura ou encore le petit-fils du fondateur du PLD Ichirō Hatoyama, Yukio. Deux autres membres de son parti d'origine, dont son président Satsuki Eda, rallient pour leur part à la même époque le Nouveau parti du Japon. Le Shaminren finit par se dissoudre officiellement le 22 mai 1994. Naoto Kan intègre alors l'équipe dirigeante de son nouveau mouvement en reprenant le poste qu'il avait précédemment chez les sociaux-démocrates, à savoir celui de président du Conseil de recherche politique à partir d'avril 1994. Il a également été pendant quelques jours, du 30 août au 11 septembre 1996, président délégué (et donc numéro deux) du NPS.
C'est également à cette époque que la coalition anti-PLD vole en éclats : en désaccord essentiellement avec la ligne plutôt conservatrice défendue par le Shinseitō de Tsutomu Hata et d'Ichirō Ozawa (essentiellement au sujet de la personnalité de ce dernier, accusé de vouloir reprendre les méthodes opaques de l'ancien parti majoritaire dont il est issu, mais également concernant sa façon de concevoir le renforcement du rôle politique et militaire du Japon sur la scène internationale), le PSJ de Tomiichi Murayama et le NPS de Masayoshi Takemura tentent un moment d'empêcher l'élection de Tsutomu Hata pour succéder à Morihiro Hosokawa, démissionnaire à la suite d'un scandale financier, le 28 avril 1994. À la suite de l'accession de Hata à la tête du gouvernement, le PSJ quitte la coalition (tout en maintenant un soutien provisoire au gouvernement jusqu'au vote longtemps retardé du budget pour l'année fiscale 1994) et le NPS, tout en confirmant son soutien, n'est pas reconduit au sein du Cabinet. Hata forme donc un gouvernement minoritaire en sursis : lorsque le PLD dépose une motion de censure dès le 25 juin suivant, le PSJ et le NPS annoncent tous deux qu'ils la voteront, poussant le Premier ministre à démissionner avant que le vote de défiance n'ait eu lieu. Une grande coalition entre les libéraux-démocrates, le PSJ et le Nouveau parti pionnier se forme alors le 30 juin 1994, portant à la tête du gouvernement un socialiste, Tomiichi Murayama. Naoto Kan reste donc député de la majorité, mais cette fois-ci en tant qu'allié du PLD.

#### Ministre de la Santé
Mais ce n'est qu'en 1996 que Naoto Kan entre réellement sur le devant de la scène politique. Ministre de la Santé et des Affaires sociales dans le premier gouvernement de Ryūtarō Hashimoto du 11 janvier au 7 novembre 1996, il se fait connaître en étant l'un des premiers ministres japonais de l'après guerre à oser braver la bureaucratie de son propre ministère pour faire éclater la vérité au sujet de l'affaire du sang contaminé.
Alors que le virus du SIDA était déjà identifié au Japon dans les années 1980 et que le gouvernement était clairement averti dès 1983 que parmi les cibles les plus vulnérables figuraient les hémophiles, aucune licence pour la production de sang traité ne fut établie avant 1985. La circulation de sang contaminé a touché entretemps près de 2 000 personnes. Malgré les accusations des associations de victimes la soupçonnant d'avoir cherché par ce délai à aider l'industrie pharmaceutique japonaise à faire face à la concurrence américaine, et l'affirmation qu'il existait des « dossiers cachés » prouvant que le gouvernement avait agi en connaissance de cause, l'administration de la Santé avait jusqu'alors toujours nié que ce retard fût volontaire.
Immédiatement après sa nomination, Naoto Kan décide une enquête qui, rapidement, trouve et publie des documents prouvant que le ministère avait connaissance dès le départ des risques du sang contaminé. Puis, il met en place un dispositif de dédommagement des victimes et connaît la consécration en février en s'excusant publiquement (en présence de caméras) au nom du gouvernement devant des représentants de contaminés. Il devient le symbole de l'indépendance des hommes politiques à l'égard de l'Administration d'État, jusque-là jugée toute puissante. Il a gardé de cette époque une importante popularité et le surnom d'Ira-Kan (イラ菅), soit littéralement « Kan l'irascible », en raison de son caractère emporté et de ses prises de position souvent enflammées défendues vigoureusement à la Diète ou devant les médias.
Naoto Kan procède également à la simplification des systèmes de pension en mettant en place à partir de l'année fiscale 1997 un numéro d'identification de pension unique pour chaque retraité, au lieu de trois (un pour chaque programme). Toutefois, la mise en place de ce dispositif a causé, en 2007, un scandale dit de la « perte des dossiers de pension », le gouvernement Abe ayant admis à ce moment-là avoir perdu la trace de plus de 50 millions de comptes de retraites publiques. Un tract du PLD accusa Kan et ce nouveau système d'être les véritables responsables du scandale.

### Une figure de l'opposition

#### Cofondateur du PDJ
Avec un député issu de la « Génération du baby-boom d'après-guerre » (団塊の世代, dankai no sedai) et du NPS, Yukio Hatoyama, il crée le 11 septembre 1996 un nouveau parti, baptisé Parti démocrate du Japon (民主党, Minshutō, PDJ), en vue des élections législatives anticipées prévues pour le 20 octobre suivant.
Le projet de ce parti est la limitation du rôle de l'État et de la bureaucratie (et donc une réforme administrative par la décentralisation, la déconcentration et la dérégulation) et la défense des libertés individuelles des citoyens. Les deux hommes en prennent la coprésidence lors de son congrès fondateur du 29 septembre, Kan étant chargé des « affaires politiques » et Hatoyama des « affaires internes au parti ».
Yukio et son frère, Kunio (ancien député du Shinshintō qui a rejoint le nouveau parti) sont, par leur mère, les héritiers du fabricant de pneu Bridgestone et font ainsi partie des membres les plus riches de la Diète. Forte de la popularité de Naoto Kan et de la fortune des Hatoyama, cette nouvelle formation réalise un bon score lors du scrutin d'octobre, ralliée par environ la moitié des parlementaires du Nouveau Parti pionnier (14 représentants sur 23 et 1 conseiller sur 3) et du Parti social-démocrate (PSD), ex PSJ (31 députés sur 61 et 4 puis 16 conseillers sur 39)
Elle devient ainsi dès son lancement la troisième force politique du pays, derrière le PLD et le Shinshintō (alors principal parti d'opposition de tendance centriste, voire de centre droit, et libérale) mais devant le PSD dont elle récupère l'essentiel de l'électorat, avec 10,62 % des suffrages exprimés et 17 circonscriptions sur 300 obtenues au scrutin uninominal majoritaire à un tour et 16,1 % ainsi que 35 sièges sur 200 à la proportionnelle, pour un total de 52 députés sur 500 (selon le nouveau type de scrutin mis en place par la coalition anti-PLD en 1994).
Naoto Kan lui-même est largement élu, avec 116 910 suffrages et 62,4 % des voix face à trois autres candidats, dans la nouvelle 18e circonscription de Tokyo, sa banlieue immédiate comprenant les villes résidentielles de Musashino et de Koganei au centre de la préfecture.
Toutefois, les deux leaders ne semblent pas totalement d'accord sur la manière d'organiser le mouvement. Naoto Kan souhaite lui faire reprendre sa stratégie consistant à s'appuyer sur de petites formations politiques locales et des associations de défense des droits des citoyens et milite pour une « opposition constructive » (建設的 野党, Kensetsu-teki Yatō) au PLD (n'excluant pas de former avec celui-ci une coalition gouvernementale si la situation l'exige, d'autant que Kan reste membre du gouvernement jusqu'à la formation par Ryūtarō Hashimoto de son second Cabinet à la suite des élections, le 7 novembre 1996). En revanche, Yukio Hatoyama veut avant tout en faire un grand rassemblement populaire directement basé sur l'opinion publique, le plus éloigné possible de l'organisation traditionnelle des grands partis japonais et inscrit dans une « opposition complète » (健全 野党, Kenzen Yatō). Un compromis est bientôt trouvé, en mars 1997, entre les deux visions et surtout sur l'attitude à adopter vis-à-vis du parti au pouvoir, en s'approchant toutefois plus du Kensetsu-teki Yatō de Kan : tout en refusant de participer au Cabinet, le PDJ choisit de négocier en permanence avec le gouvernement en lui fournissant des projets ou contre-projets de loi et en tentant de le convaincre de les faire adopter. Cette attitude, jugée incohérente par les observateurs mais qui rassure l'électorat attaché à la stabilité et au statu quo politique, vaut au PDJ le surnom de Yutō (ゆ党), ce qui ne signifie rien en japonais mais souligne le caractère indéfinissable de sa position entre un parti au pouvoir (与党, Yotō) et un parti d'opposition (野党, Yatō) traditionnels (le hiragana ゆ yu étant situé dans le syllabaire japonais entre le や ya et le よ yo).

#### L'artisan du nouveau grand parti d'opposition
L'influence de Naoto Kan se renforce ensuite au sein du parti, et, le 18 septembre 1997, le système de la double présidence est aboli : il reste le seul dirigeant quand Yukio Hatoyama devient secrétaire général et no 2 du mouvement. Après la dissolution, le 31 décembre de cette même année, du Shinshintō et son éclatement en six partis, il commence à proposer aux anciens parlementaires de ce dernier de rejoindre le PDJ pour former le nouveau grand parti d'opposition. Ainsi, le 8 janvier 1998, un groupe commun baptisé « Fédération Démocrate - Fraternité - Soleil - Peuple » (民主 友愛 太陽 国民 連合, Minshu-Yūai-Taiyō-Kokumin-Rengō), raccourci en Minyuren (民友連), est formé dans les deux chambres de la Diète (97 représentants et 41 conseillers,) par cinq partis fédérés autour des démocrates de Kan (soit alors 52 représentants et 19 conseillers). Ce groupe comprend avant tout, outre le PDJ, quatre mouvements issus du Shinshintō (42 représentants sur les 156 remportés par le parti en 1996, et 18 conseillers sur les 57 du groupe Shinshintō tel que constitué à la suite des élections de 1995) : il s'agit du Nouveau Parti de la Fraternité ou NPF fondé le 5 janvier 1998 par les anciens du vieux PDS et de tendance socialiste démocratique voire sociale-libérale ; de la Voix du Peuple créée le 4 janvier 1998 par des conservateurs libéraux pour la plupart issus à l'origine du PLD, soit l'ayant quitté pour protester contre son alliance avec le PSJ en 1994, soit étant passés entretemps par le Shinseitō ; du Parti du Soleil qui est le premier mouvement à être né d'une sécession du Shinshintō, celle le 26 décembre 1996 de l'ancien Premier ministre Tsutomu Hata, alors opposé à Ichirō Ozawa avec qui il avait pourtant fondé le Shinseitō après son départ du PLD ; et du « From Five », formé par les derniers parlementaires du Shinshintō à être issus de l'ancien NPJ dont son ancien leader et ex-Premier ministre de la coalition anti-PLD Morihiro Hosokawa. S'y ajoutent le PRD (ou Minkairen, bras politique du principal syndicat du Japon, le Rengō, et qui faisait déjà groupe commun à la Chambre des conseillers avec le PDJ depuis novembre 1996, il ne comprend qu'un seul représentant et un seul conseiller) ainsi que cinq indépendants (deux députés et trois membres de la chambre haute).
Finalement, ces différentes formations (à l'exception de cinq représentants dont un décédé et quatre rejoignant d'autres partis, à savoir le PLD pour trois d'entre eux tandis que le quatrième fonde un petit mouvement de non inscrits baptisé le « Parti des Indépendants », et des trois conseillers indépendants qui continuent toutefois à s'associer au parti dans un groupe commun) se mettent d'accord sur la création d'un parti commun reprenant le nom du PDJ dans un protocole d'unification signé le 12 mars 1998. La fusion a lieu officiellement lors du congrès tenu à l'hôtel Kitashirakawa Palace à Chiyoda (Tokyo) le 27 avril suivant et le PDJ devient le nouveau grand parti d'opposition avec 92 représentants et 38 conseillers. Naoto Kan, grand vainqueur de l'opération, en est élu une nouvelle fois président et culmine dans les sondages (il apparaît alors dans une série d'études comme la personnalité politique préférée des Japonais en 1997 et 1998). Bénéficiant en plus de la forte impopularité du gouvernement Hashimoto, il fait remporter à son parti, quelques mois seulement après son lancement, son premier succès électoral lors du renouvellement de la moitié de la Chambre des conseillers le 12 juillet 1998. Alors que 18 des 38 conseillers du PDJ remettent en jeu leurs sièges, les démocrates sortent du scrutin avec 27 élus (dont 15 au vote unique non transférable à l'échelle des préfectures et 12 à la proportionnelle nationale où ils s'approchent du score du PLD avec 21,75 % des suffrages contre 25,2 %). Avec désormais 47 conseillers sur 252 et un groupe commun formé avec des indépendants porté à 54 membres contre 41 auparavant, le Parti démocrate ne réussit pas à emporter la victoire mais fait tout de même chuter les libéraux-démocrates de 119 à 105 élus et pousse ainsi le Premier ministre Ryūtarō Hashimoto à démissionner face à cet échec. Mais surtout, Naoto Kan, prenant pour modèle l'alliance de centre gauche de l’Ulivo en Italie, réussit à fédérer la totalité de l'opposition (soit tous les partis à l'exception du PLD, y compris les communistes ainsi que les deux anciens alliés du parti majoritaire au sein de la grande coalition, le PSD et le NPS, qui ont rompu avec lui juste avant les élections) et se fait ainsi élire Premier ministre à la Chambre des conseillers le 30 juillet 1998 par 142 voix contre 103 à Keizō Obuchi, le successeur de Hashimoto à la tête des libéraux-démocrates (celui-ci est néanmoins élu le même jour comme chef du gouvernement par la Chambre des représentants, qui a le dernier mot, par les 268 députés de son parti contre Kan qui réunit quant à lui 164 votes : ce n'est que la troisième fois depuis 1947 que les deux chambres de la Diète choisissent des candidats différents). Contrôlant la chambre haute de la Diète, il force Keizō Obuchi à négocier et agit directement sur le gouvernement de l'État : il apparaît ainsi comme le principal artisan du sauvetage de la Banque de crédit de longue durée du Japon en obligeant le gouvernement à la nationaliser et obtient l'adoption par le Parlement en septembre d'une législation de contrôle du secteur bancaire, démontrant sa capacité à gérer la crise qui touche alors le pays et renforçant sa popularité et son image de « premier-ministrable ».
Mais cet « état de grâce » est de courte durée, puisqu'une succession d'évènements va affaiblir sa position au sein du PDJ de même que le poids ascendant de ce dernier au sein de l'électorat à partir de décembre 1998. Tout d'abord, le Parti libéral d'Ichirō Ozawa, l'un des principaux alliés du PDJ jusqu'alors, mais dont l'attachement à un fort libéralisme économique lui fait voir d'un mauvais œil l'important appareil législatif déployé pour encadrer le monde financier sous la pression de Naoto Kan, commence à négocier en vue d'une éventuelle coalition avec le PLD en décembre 1998 et entre finalement au Cabinet de Keizō Obuchi le 14 janvier 1999. Le Nouveau Kōmeitō fait de même le 5 octobre suivant, faisant perdre au PDJ le contrôle de la Chambre des conseillers et tout espoir réel de pouvoir former une majorité à la suite des élections législatives devant se tenir au plus tard en octobre 2000. À l'intérieur même du parti, certains poids lourds estiment que celui-ci s'est orienté trop à gauche sous la présidence de Kan : Yukio Hatoyama estime que les démocrates « sont allés trop loin alors que les élections venaient juste d'avoir lieu » tandis que son frère, Kunio Hatoyama, après s'être présenté sans succès à l'élection du gouverneur de Tokyo comme indépendant (tout en étant officiellement soutenu par la fédération locale du PDJ, il est battu par l'écrivain nationaliste Shintarō Ishihara), retourne finalement au PLD le 23 mai 2000 (trois jours seulement avant les élections législatives). De plus, la popularité de Naoto Kan, et donc avec lui celle du PDJ, est mise à mal en novembre 1998 par deux scandales qui le touchent pratiquement simultanément, l'un sexuel et l'autre financier. Ainsi, un hebdomadaire conservateur japonais affirme que le chef de l'opposition a passé la nuit dans une chambre d'hôtel avec une ancienne présentatrice de télévision de vingt ans sa cadette, employée comme consultante par le parti. Dans le même temps, une rumeur relayée dans la presse fait état d'un pot-de-vin de 4,2 millions de dollars américains qu'aurait reçu Kan du secrétaire général du Cabinet Hiromu Nonaka en échange du soutien du PDJ au gouvernement dans la gestion de la crise bancaire. Si l'intéressé dément ces deux accusations et est soutenu par l'appareil de son parti, il en ressort affaibli auprès de l'opinion publique, notamment auprès des femmes (qui formaient pourtant jusqu'alors une grande partie de son électorat depuis son passage en 1974 dans l'équipe de campagne de Fusae Ichikawa) pour ce qui est du premier scandale. Un sondage réalisé pour le mois de novembre 1998 par Kyodo News Service auprès de 1 911 personnes montrent que 16,8 % d'entre eux soutiennent le PDJ, soit 6 points de moins que lors de la dernière enquête de septembre. Bien que réélu président du parti le 18 janvier 1999 (par 180 voix de parlementaires et d'élus préfectoraux contre 51 à son unique adversaire, Shigefumi Matsuzawa, et 8 abstentions), Naoto Kan est finalement battu le 25 septembre de la même année par Yukio Hatoyama (au second tour par 182 voix contre 130, au premier tour Yukio Hatoyama avait obtenu 154 voix, Kan 109 et un troisième homme, l'ancien socialiste Takahiro Yokomichi, 57). Le nouveau président le nomme néanmoins président des Affaires politiques et donc no 3 du parti ainsi que « secrétaire général » de son « Cabinet suivant » (ネクストキャビネット, Nekusutokyabinetto) puis 次の内閣 (Tsugi no naikaku), ou officiellement en anglais Next Cabinet  (NC), premier cabinet fantôme formé par le PDJ à partir du 1er octobre 1999.

#### Un rival ou un partenaire de Hatoyama?
Demeurant dans les sondages l'homme politique le plus populaire de l'opposition et l'une des personnalités politiques préférées de la population (un sondage du Chunichi Shinbun publié le 2 novembre 2000 le donne ainsi en troisième position, derrière la députée PLD connue pour son franc-parler et opposante de l’establishment Makiko Tanaka et le gouverneur de Tokyo et ancien écrivain Shintarō Ishihara, mais loin devant Yukio Hatoyama qui n'arrive qu'en 10e place, avec 8,5 % de taux de soutien), Naoto Kan reste influent dans le PDJ et fonde en son sein en 2000 sa propre faction réunissant ses partisans, le Comité de recherche sur la structure du pays (国のかたち研究会, Koku no katachi kenkyūkai) ou « Groupe Kan » (菅グループ, Kan gurūpu), l'une des plus importantes du parti en nombre de membres. Lors des élections législatives du 25 juin 2000, il est largement réélu dans sa 18e circonscription de Tokyo avec 114 750 voix et 56,15 % des suffrages exprimés face à quatre candidats. Et lorsque Yukio Hatoyama est réélu, sans rival face à lui, à la tête du PDJ le 9 septembre 2000, il confie la charge de secrétaire général à Naoto Kan, l'associant donc étroitement à la direction du mouvement et faisant revivre une forme de « coprésidence ».
Ainsi, ils mènent ensemble la campagne du parti aux élections à la Chambre des conseillers du 29 juillet 2001 face au très populaire nouveau Premier ministre Jun'ichirō Koizumi, Kan s'attachant tout particulièrement à rallier à la formation d'opposition certaines personnalités comme le présentateur vedette de la télévision Kyosen Ōhashi. Par la suite, il mène les attaques les plus vives contre Koizumi en tentant d'écorner son image de réformateur et en le présentant comme incapable de faire face aux conservateurs de sa majorité pour mener à bien les réformes structurelles que, dans le fond, les démocrates et Kan soutiennent : il le traite notamment de « menteur » au sujet de la réforme de la compagnie publique des autoroutes (à la suite d'un compromis accordé par le Premier ministre de laisser un délai de 50 ans à l'entreprise pour rembourser les intérêts de sa dette, soit plus que les 30 ans initialement promis par Koizumi), et plus tard défend la ministre des Affaires étrangères Makiko Tanaka (qui, à l'instar de ce que Kan avait fait à la Santé, avait tenté de mettre un terme aux pratiques jugées opaques de son administration) à la suite de son renvoi du Cabinet le 29 janvier 2002.
Mais ce partenariat ne dure que deux ans : Naoto Kan décide en effet le 19 août 2002 de se présenter aux nouvelles élections à la présidence du PDJ qui doivent se tenir le 23 septembre suivant, face à Yukio Hatoyama qu'il considère comme un homme politique plus efficace dans le domaine des prises de positions idéologiques que dans les actions pour convaincre la population ou que dans les débats avec les autres chefs de parti. Perçu comme le meilleur opposant potentiel à Koizumi par 31,3 % des 1 031 individus interrogés par l'institut Kyodo News en attente de l'élection contre 13,4 % seulement pensant de même de Hatoyama, il met l'accent sur la confrontation directe avec le chef de la majorité. Il n'arrive toutefois qu'en deuxième position lors du premier tour de scrutin à la suite d'un vote particulièrement serré (au cours duquel aucun des candidats n'obtient assez de suffrages pour être élu, avec 249 voix pour Hatoyama, 221 pour Kan, 181 pour Yoshihiko Noda, candidat investi par un groupe de jeunes élus appelant à renouveler les cadres dirigeants du parti, et 119 pour le candidat de l'aile gauche, l'ancien socialiste Takahiro Yokomichi) puis est battu au second tour par 242 voix contre 254 au président sortant qui a gardé le soutien d'une grande partie de la base (obtenant le vote de 126 délégués des fédérations locales et élus préfectoraux contre 96 à Naoto Kan qui lui est plutôt supporté par les parlementaires).
Il est remplacé en tant que secrétaire général par Kansei Nakano, un vétéran social-démocrate (âgé de 62 ans, il est élu à la Chambre des représentants depuis 1976), choix pragmatique (potentiellement candidat, il s'était finalement désisté en faveur de Yukio Hatoyama en lui apportant le soutien décisif du syndicat Rengō) critiqué notamment par les plus jeunes parlementaires (qui reprochent aux plus anciens élus d'être encore trop fortement marqués politiquement par leurs anciennes étiquettes nées des multiples partis politiques différents qui ont contribué à la naissance du PDJ) et une partie des observateurs extérieurs (les deux grands quotidiens plutôt proches du parti, l’Asahi Shinbun et le Mainichi Shinbun, titrent respectivement « Nos mâchoires se sont décrochées » et « Le PDJ soutiendrait-il le PLD ? »). Après de mauvaises performances du parti lors d'élections partielles de représentants le 27 octobre suivant (un député sortant est battu à Fukuoka et dans trois des sept circonscriptions où avaient lieu un vote, le candidat démocrate arrive en troisième ou quatrième position alors qu'il y avait deux candidats rivaux du PLD), Yukio Hatoyama finit par démissionner le 3 décembre 2002 en raison d'une levée de boucliers contre lui au sein du mouvement pour avoir commencé à négocier secrètement une fusion avec les autres forces d'opposition non-communistes (et surtout avec le Parti libéral toujours dirigé par l'ancien président du Shinshintō, Ichirō Ozawa, qui reste impopulaire auprès d'une grande partie des membres du PDJ),. Naoto Kan annonce immédiatement sa candidature pour terminer le mandat de deux ans inachevé de Hatoyama lors d'élections limitées cette fois aux seuls parlementaires démocrates, et affronte à cette occasion le député Katsuya Okada (49 ans) qui, soutenu par la jeune garde et l'importante aile droite du parti, fait pendant un temps figure de favori. Pourtant, le 10 décembre 2002, Naoto Kan, plus connu que son adversaire et bénéficiant d'une image d'excellent et rude orateur dans les débats avec la majorité, est élu assez largement, avec 104 voix contre 79. Appelant à l'unité, il nomme immédiatement Okada comme secrétaire général et lui délègue toutes les fonctions relatives à l'organisation interne du mouvement, quand lui décide de se concentrer sur la direction d'une campagne nationale afin d'augmenter son assise au sein de l'électorat et sur la confrontation avec le PLD à la Diète.

#### Le rival de Koizumi
Naoto Kan s'attache à redresser son parti pour en faire une réelle force d'alternance pouvant faire face au gouvernement de Jun'ichirō Koizumi, duquel il apparaît comme le rival le plus crédible au sein de l'opposition, et arriver finalement au pouvoir. Il obtient notamment le soutien de l'opinion publique dans son opposition à l'envoi de troupes japonaises en Irak (dossier sur lequel il intervient lors de son premier face-à-face organisé à la Diète avec le Premier ministre le 12 février 2003) pour des missions de reconstruction et de formation, estimant que les Forces d'autodéfense risquent d'être prises à partie dans des zones de conflits armés alors qu'il leur est constitutionnellement interdit de combattre tout en s'inquiétant de la participation, même indirecte, du Japon à une guerre condamnée par l'ONU. Il présente ainsi le 25 juillet 2003, deux jours avant le vote sur l'envoi des troupes, une motion de censure (qui est bien sûr rejetée) et, plus tard, le 21 janvier 2004, il demande la démission du Premier ministre sur la question.
De plus, il s'attache à unifier l'opposition et arrive à convaincre les membres les plus récalcitrants du PDJ de mener à terme le projet de son prédécesseur d'absorber le Parti libéral, fusion d'ailleurs largement soutenue par la presse de centre-gauche (et notamment l’Asahi) comme le meilleur moyen d'établir un réel système bipartite. Un sondage réalisé le 28 juillet 2003 par l’Asahi Shinbun montre que 36 % des sondés font confiance à un PDJ que les libéraux auraient rejoints, contre 35 % au PLD (mais seulement 20 % estiment que l'opposition a une chance d'arriver au pouvoir). Le mariage se concrétise finalement en plusieurs étapes au mois de septembre 2003 : le 19 il est approuvé par les parlementaires démocrates, le 24 l'accord de fusion est signé, le lendemain le Parti libéral se dissout officiellement et ses parlementaires rejoignent les groupes « Minshutō » des deux chambres de la Diète (qui comprennent désormais respectivement 138 représentants, dont un indépendant non membre du parti, et 67 conseillers, dont 3 non militants du mouvement auxquels il faut toutefois ajouter le vice-président de la Chambre qui par tradition siège comme non-inscrit) et le congrès de fusion a lieu enfin le 5 octobre, quelques jours seulement avant la dissolution de la chambre basse du parlement japonais et l'organisation d'élections anticipées par Jun'ichirō Koizumi.
Si le PDJ ne réussit pas, une nouvelle fois, à emporter les élections législatives du 9 novembre 2003 face à un Koizumi toujours très populaire dans un contexte de relance économique (les sondages montrant des taux de soutien à hauteur de 60 % pour le Premier ministre contre 30 %, score déjà très élevé pour un homme politique japonais, au chef de l'opposition) et en l'absence d'une réelle fracture idéologique (tous deux appelant à des réformes structurelles comme la privatisation de la compagnie nationale des autoroutes, les principales oppositions se faisant sur la participation à la coalition en Irak, sur l'augmentation de la taxe sur la consommation ou la suppression des péages routiers en dehors des zones urbaines, ces deux dernières propositions étant défendues par Naoto Kan mais combattues par Koizumi), il obtient un score largement au-dessus des prévisions. Avec 177 élus sur 480, les démocrates de Kan augmentent leur représentation de 40 sièges et limitent l'écart avec le PLD de 110 à 60 députés. Le vote majoritaire leur permet de contrôler 105 circonscriptions et de cumuler près de 22 millions de voix (36,7 % des suffrages) contre 26 millions (43,85 %) au parti de Koizumi, et réussit même à se poser comme la première force politique du Japon au scrutin à la proportionnelle avec là aussi plus de 22 millions de votes (37,4 %) et 72 élus face aux 20,7 millions (35 %) et 69 représentants de la principale formation de la majorité. Naoto Kan lui-même obtient dans sa circonscription (augmentée lors de ce scrutin de la ville de Fuchū) 139 195 votes, soit 58,4 % des suffrages exprimés, face à son ancien allié, désormais retourné au PLD, Kunio Hatoyama, le frère de Yukio. La réussite du PDJ et de Kan se fait surtout au détriment des autres forces d'opposition, puisque le PCJ perd 11 députés et n'en possède désormais plus que 9 (soit sa plus faible représentation parlementaire depuis 1967), et le PSD voit son groupe décroître de 12 membres pour s'établir à 6 représentants. Ces élections semblent ainsi consacrer l'évolution du jeu politique japonais vers le bipartisme. Toutefois, l'abstention est particulièrement forte (légèrement plus de 40 % des inscrits pour les deux types de scrutin, soit pratiquement l'abstention record de 1996).
Quoi qu'il en soit, ce résultat donne plus de poids à Naoto Kan, présenté comme le grand vainqueur du scrutin, d'autant qu'il réussit à rallier des personnalités de premier plan de l'autre camp, et en particulier l'ancienne ministre des Affaires étrangères de Koizumi renvoyée en février 2002, restée très populaire, Makiko Tanaka : si elle n'adhère pas directement au PDJ (elle ne le fera finalement, avec son époux, qu'en août 2009), elle s'inscrit au groupe démocrate à la Chambre des représentants. Pourtant, il voit sa direction remise en cause en avril 2004, faisant partie des huit hommes politiques de premier plan (sept du PLD et lui-même) touchés par le « scandale des retraites » : il admet en effet avoir manqué le paiement de dix mois de cotisations à la caisse des retraites en 1996, alors qu'il était encore ministre de la Santé. S'il résiste pendant plusieurs semaines aux appels venant de son propre camp demandant son retrait de la présidence, la démission le 7 mai 2004 du secrétaire général du Cabinet, et principal collaborateur de Koizumi, Yasuo Fukuda, accroît la pression sur le chef de l'opposition qui ne peut finalement qu'annoncer qu'il quitte la tête du PDJ le 9 mai,. Le favori à sa succession, Ichirō Ozawa, doit à son tour se retirer de la course dès le 17 mai pour lui-même n'avoir pas payé plusieurs mensualités de retraite, et c'est son secrétaire général, et ancien rival à l'élection présidentielle de décembre 2002, Katsuya Okada qui, finalement seul candidat, est élu pour le remplacer le 18 mai.

#### Une mise en retrait momentanée
Afin de faire officiellement pénitence pour le « scandale des retraites » et méditer sur sa démission forcée du PDJ, Naoto Kan effectue en partie durant le mois de juillet 2004, en deux voyages, le célèbre pèlerinage des 88 temples bouddhistes de l'île de Shikoku,, se rasant la tête et revêtant les habits traditionnels du henro, et déclare à son retour sur son site Internet : « Je me suis senti si revigoré après le voyage. Parcourir la route fut la meilleure occasion pour moi de connaître la région et la population ».
Se tenant à l'écart du devant de la scène politique pendant plusieurs mois, il donne à partir d'avril 2005 une série de cours magistraux sur les « règles de la souveraineté populaire » en tant que professeur invité de l'université Hōsei à Tokyo. Il redevient toutefois entretemps, dès le 13 septembre 2004, membre du « Cabinet suivant » de Katsuya Okada en tant que « ministre fantôme » du Territoire, des Infrastructures et des Transports. Lors des élections législatives du 11 septembre 2005, véritable plébiscite de Jun'ichirō Koizumi et de son projet de privatisation de la poste se traduisant par une écrasante victoire du PLD, Naoto Kan est réélu dans le 18e district de Tokyo (le seul démocrate à conserver une circonscription locale dans cette préfecture) mais, pour la première fois depuis la création de ce dernier en 1996, n'obtient pas la majorité absolue des suffrages (avec 126 716 suffrages, soit 47,4 %) et ne l'emporte qu'avec moins de 8 000 voix et 2,9 points d'avance sur son adversaire libéral-démocrate, le maire de Musashino Masatada Tsuchiya (un des « Assassins » alignés par Koizumi lors de ces élections pour contrer un certain nombre de ses principaux opposants). L'échec du PDJ au niveau national ayant poussé Katsuya Okada à démissionner, Naoto Kan tente de reprendre la présidence du parti en s'opposant à Seiji Maehara (43 ans), candidat de la jeune garde et de l'aile droite démocrate. Jouant sur son expérience, il fait référence lors de sa campagne à la « troisième voie » du New Labour britannique et au modèle social suédois, et met l'accent sur une clarification de la philosophie du parti en revenant à ce qu'il considère comme ses fondamentaux (à savoir la lutte contre les inégalités et contre la bureaucratie) et sur l'amélioration de sa communication. Il est soutenu officiellement par les trois plus importantes factions internes (celles d'Ichirō Ozawa et de Yukio Hatoyama en plus de la sienne), et fait ainsi office de favori. Il est toutefois battu de peu le 17 septembre 2005 par Seiji Maehara, par 94 voix contre 96 et 2 abstentions. Dans le même temps, il lance un « Parti des Baby boomers » (団塊党, Dankai-tō), groupe de pression ayant pour but essentiellement de faire face à l'arrivée massive à la retraite des représentants de la Dankai-no-sedai, prévue pour commencer à partir de 2007, et de défendre leurs intérêts afin de continuer à se servir de leurs compétences dans l'évolution de la société et leur permettre de se réinsérer dans leur environnement familial et social après une vie pratiquement entièrement consacrée au travail, en mettant notamment à leur disposition des lieux réservés à certaines activités.
Moins de six mois plus tard, dès le 31 mars 2006, Seiji Maehara est à son tour forcé de démissionner à la suite de fausses accusations de corruption portées par un élu démocrate contre le fils du secrétaire général du PLD. Une nouvelle fois, Naoto Kan se porte candidat pour prendre la tête de l'opposition, étant cette fois opposé à l'ancien chef du Parti libéral Ichirō Ozawa. Déclarant vouloir éviter que le parti ne tombe du « bord de la falaise », en référence aux difficultés qui touchent alors l'opposition, il met l'accent sur ses origines d'activiste, sur le militantisme de terrain et les débats législatifs (en utilisant tout particulièrement la Chambre des conseillers, où l'opposition a une chance d'obtenir une majorité aux prochaines élections de 2007) pour regagner la confiance des électeurs, sur la lutte contre la bureaucratie et la diminution des disparités sociales. Il ne montre toutefois pas de véritable différence avec son adversaire, tous deux s'étant mis d'accord pour renforcer l'unité du mouvement,,. N'étant soutenu essentiellement que par son propre groupe de pression, ainsi que par sa faction alliée du Comité des Libéraux (リベラルの会, Riberaru-no-kai), il est assez nettement battu le 7 avril suivant en ne réunissant que 72 votes de parlementaires contre 119 à Ozawa. Ce dernier nomme immédiatement Naoto Kan comme président délégué (ainsi que « vice-Premier ministre fantôme » du Cabinet suivant, poste qu'il conserve dans tous les contre-gouvernements démocrates jusqu'aux élections législatives du 30 août 2009) et Yukio Hatoyama comme secrétaire général, réunissant dans le trio exécutif les trois principales personnalités du parti.

#### Président délégué du parti

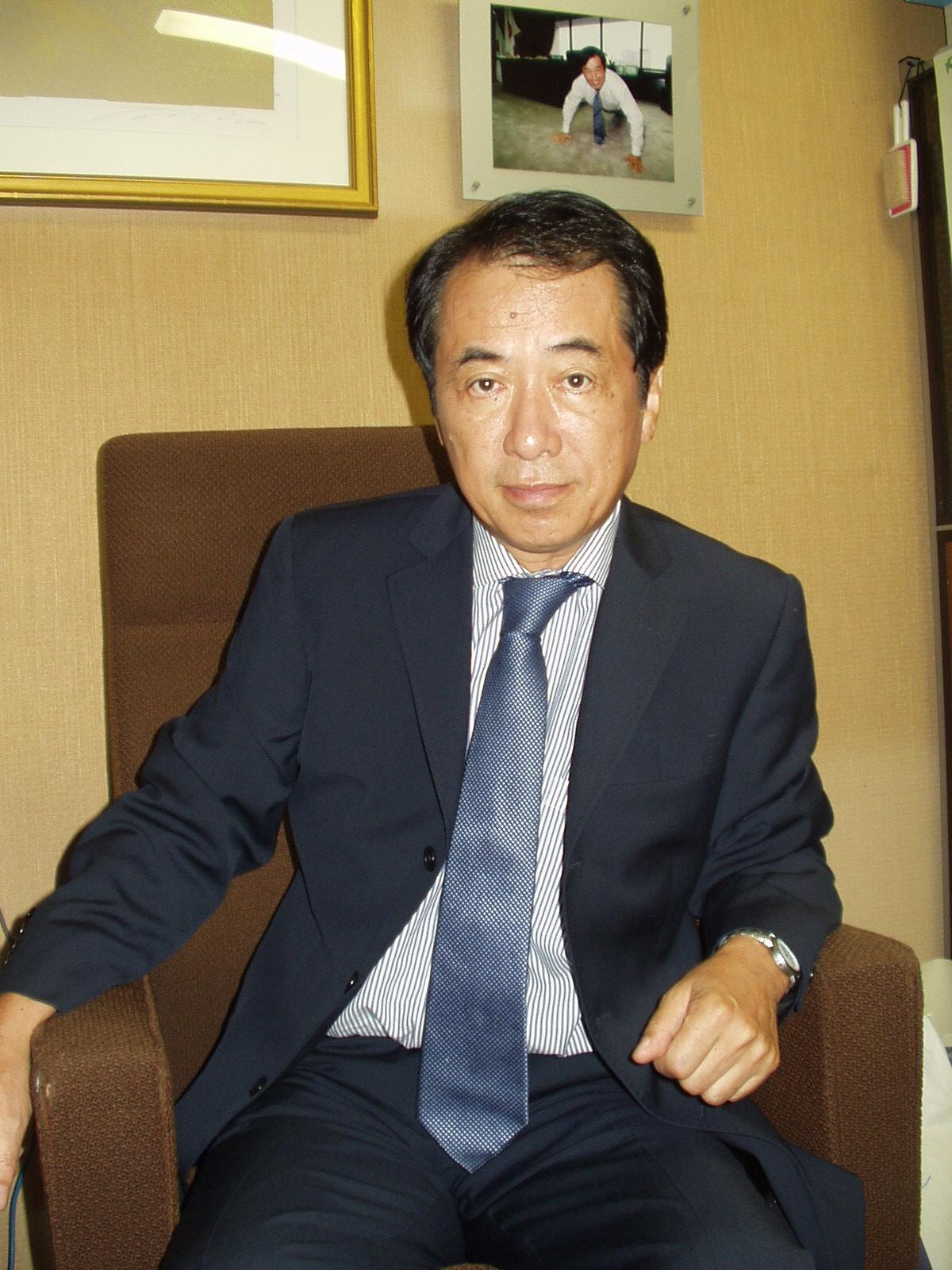
Naoto Kan dans son bureau de parlementaire en 2007

Devenu figure de premier plan de l'opposition, il est en première ligne pour critiquer la majorité qui, après le départ de Jun'ichirō Koizumi en septembre 2006, connaît une série de scandales. Lorsque le ministre de la Santé, du Travail et des Affaires sociales de Shinzō Abe, Hakuo Yanagisawa, s'attire à la fin du mois de janvier et au début février 2007 la colère des milieux féministes et plus généralement de l'électorat féminin pour avoir, dans un discours sur la chute de la natalité, parlé des femmes comme des « machines à porter des enfants », Naoto Kan le critique activement et annonce le boycott par le PDJ des discussions à la Chambre des conseillers sur le vote important d'un budget supplémentaire tant que Yanagisawa n'aurait pas démissionné. Pourtant, une déclaration faite par Naoto Kan peu de temps après, et notamment l'expression qu'il emploie, à savoir « la productivité des naissances de Tokyo est basse », est également jugée par les milieux activistes comme maladroite dans ce contexte. L'année suivante, il est à nouveau l'un des principaux organisateurs de la fronde des démocrates (désormais majoritaires à la Chambre des conseillers) contre le gouvernement de Yasuo Fukuda, notamment au sujet de la reconduction d'une surcharge fiscale sur l'essence (défendue par la majorité mais vivement combattue par l'opposition, celle-ci tentant d'empêcher le vote d'avoir lieu à la Chambre des représentants en manifestant dans les couloirs du Palais de la Diète du Japon). Après l'éclatement de la crise économique et financière à l'automne 2008 et le remplacement de Yasuo Fukuda par Tarō Asō en septembre de la même année, il s'en prend immédiatement au discours de victoire de ce dernier qu'il qualifie « d'égocentrique » et qui, selon lui, « n'a rien dit qui concerne le peuple, (alors qu'il) faudrait prendre des mesures rapides contre la crise financière et les prix de l'essence ». Il mène par la suite les attaques contre les différents plans de relance proposés par le PLD et que l'opposition qualifie de « clientélistes », et multiplie les appels à l'organisation d'élections anticipées[réf. nécessaire].
De plus, le 21 février 2007, plusieurs figures de la fédération démocrate de Tokyo et une majorité des élus à l'Assemblée métropolitaine demandent publiquement que Naoto Kan porte leurs couleurs à l'élection du gouverneur de la préfecture qui doit avoir lieu le 8 avril. En effet, selon eux, sa popularité toujours forte sur le plan national et son assise locale font de lui le seul dirigeant de l'opposition pouvant contrer le charismatique et populiste gouverneur sortant, l'ancien écrivain nationaliste soutenu par le PLD Shintarō Ishihara. Mais Naoto Kan lui-même n'y est pas favorable, préférant rester actif à la Diète et donc à l'échelle nationale. Finalement, lorsque l'ancien gouverneur de la préfecture de Miyagi (entre 1993 et 2005) Shirō Asano annonce vouloir se présenter à Tokyo au début du mois de mars, Kan lui apporte immédiatement son soutien ainsi que celui informel du PDJ (Asano refusant d'être investi officiellement par le parti et voulant garder son étiquette d'indépendant),. Il s'engage activement dans la campagne aux côtés d'Asano, mais celui-ci est finalement largement battu par Ishihara qui est réélu avec la majorité absolue des suffrages exprimés (50,52 % contre 30,43 % à Asano) lors d'un vote à un seul tour et face à 13 candidats,. Il est également très présent lors de la campagne pour l'élection à l'Assemblée métropolitaine de Tokyo du 12 juillet 2009, présentant ce scrutin comme un prélude à une potentielle victoire du PDJ aux législatives du mois suivant. Les démocrates l'emportent, détrônant pour la première fois depuis 1965 le PLD en tant que premier parti de la capitale, avec 40,79 % des suffrages et 54 élus sur 127.

### Vice-Premier ministre
Lors des élections législatives du 30 août 2009, le PDJ, emmené par Yukio Hatoyama, secondé par Ichirō Ozawa et Naoto Kan, remporte une large victoire en obtenant 308 sièges sur 480 à la Chambre des représentants. Dans son 18e district de Tokyo, Kan est réélu avec 163 446 votes et 59,46 % des suffrages exprimés face à trois autres candidats et obtient près du double du score de son principal adversaire, le candidat PLD Masatada Tsuchiya.
Lorsque Yukio Hatoyama nomme son gouvernement le 16 septembre 2009, il nomme Naoto Kan ministre d'État désigné selon l'article 9 de la loi du Cabinet, c'est-à-dire vice-Premier ministre, tout particulièrement chargé de la Stratégie nationale, de la politique économique et fiscale et de la politique scientifique et technologique. Sa nomination est largement perçue comme le symbole de la volonté de la nouvelle majorité de réduire le poids de la bureaucratie et en fait l'un des principaux piliers de la nouvelle administration.

#### Ministre de la Stratégie nationale
Il est le premier responsable de la principale nouveauté au sein du nouveau cabinet, à savoir le « Bureau de la Stratégie nationale » créé alors au sein du Bureau du Cabinet, et donc placé sous le contrôle direct du Premier ministre, et réunissant des cadres des secteurs publics et privés. Ce nouveau service a pour mission de fixer le cadre de la compilation du budget afin de réaliser au mieux les objectifs politiques du gouvernement, et d'instruire le ministère des Finances sur la manière de répartir les fonds publics entre les différentes administrations. Il doit ainsi changer la pratique précédemment mise en place dans le travail budgétaire, par laquelle les fonctionnaires de chaque département gouvernemental établissaient leurs propres besoins et négociaient ensuite sur cette base avec les officiels du bureau du budget du ministère des Finances.
Sa première tâche est, conjointement avec le ministre des Finances Hirohisa Fujii et le ministre d'État à la Revitalisation du gouvernement Yoshito Sengoku, de redéfinir les priorités du budget supplémentaire 2009 de relance de 15,4 billions de yens (116 milliards d'euros) mis en place juste avant l'élection par le précédent cabinet de Tarō Asō et très critiqué par les démocrates. Face à la situation toujours critique de l'économie japonaise, il se montre favorable dès le 6 octobre 2009 à la mise en place d'un second budget supplémentaire pour l'année fiscale 2009 à partir de janvier 2010, afin de faire face à la baisse des recettes fiscales de l'État, avec pour priorité de « dépenser pour renforcer le marché du travail » (les analystes faisant état d'un taux de chômage pouvant atteindre les 6 % à la fin de l'année 2009). Le 13 novembre suivant, il annonce que le gouvernement prévoyait d'inclure dans ce deuxième budget additionnel pour 2,7 billions de yens de mesures qui pourraient ainsi être amputées du budget initial de l'année fiscale 2010 et financées à partir des 2,936 billions économisés par la nouvelle administration sur le précédent budget supplémentaire de Tarō Asō.
Il s'oppose notamment sur ce sujet à Shizuka Kamei qui milite pour un montant plus élevé qu'il finit par obtenir (étant augmenté des 2,7 billions prévus par Kan et le PDJ à l'origine à 7,2 billions de yens) après avoir fait retarder l'annonce du plan par le gouvernement du 4 au 8 décembre 2009. Kan, connu pour ses coups de colère, reproche alors vivement au ministre du secteur financier d'avoir manqué la première réunion ministérielle qui aurait dû approuver le plan, dans un échange retransmis par la presse : « Pourquoi n'êtes vous pas venu vendredi ? [...] Nous avons fait en sorte qu'une loi gelant la vente des actions des compagnies postales soit votée pour complaire au NPP. Nous avons aussi accepté la nomination de Jirō Saitō comme président de la compagnie postale ». Dans sa conférence de presse d'après le Conseil des ministres, il précise : « Une coordination politique entre les trois partenaires de la coalition aurait pu être trouvée s'il avait assisté à la réunion ministérielle concernée [du 4 décembre]. J'aimerai qu'il partage la responsabilité pour l'administration dans son ensemble vu qu'il dirige un partenaire de la coalition au pouvoir ».
Concernant le vœu de la majorité de tenter de limiter la vente des obligations d'État couvrant la dette en dessous du seuil des 44 billions de yens pour l'année fiscale 2010 (alors que ces émissions devraient s'élever, après le lancement du nouveau plan de relance, à près de 53,5 billions pour 2009), il se positionne implicitement pour rester flexible quant à cet objectif, s'opposant notamment aux tenants de la rigueur financière et fiscale menés par le ministre des Finances Hirohisa Fujii. Il se déclare notamment le 11 décembre 2009 « incapable à ce stade de caractériser la nature du nouveau montant des émissions obligataires ».

#### Ministre des Finances
Le 7 janvier 2010, il est choisi pour remplacer Hirohisa Fujii, démissionnaire pour raisons de santé, au ministère des Finances. En contrepartie de cette nouvelle affectation, il cède la Stratégie nationale au ministre d'État à la Revitalisation du gouvernement et à la Réforme de la Fonction publique Yoshito Sengoku et la Politique scientifique et technologique au ministre de l'Éducation, de la Culture, des Sports, des Sciences et de la Technologie Tatsuo Kawabata, mais il conserve le dossier de la Politique économique et fiscale.
Il est ainsi chargé de défendre auprès de la Diète le projet de budget pour 2010 préparé par Hirohisa Fujii et lui-même, établi à un montant record de 92,3 billions de yens (704 milliards d'euros), soit 53,5 billions (410 milliards d'euros) de dépenses générales de l'État, 21 billions (160 milliards d'euros) pour le remboursement de la dette et 17,5 billions (133 milliards d'euros) de transferts financiers aux collectivités locales. Il augmente de 10 % les prestations sociales mais diminue de 18,3 % les sommes prévues pour les travaux publics. Il intègre plusieurs promesses de campagne du PDJ visant à renforcer le pouvoir d'achat des Japonais et ainsi limiter la dépendance de l'économie vis-à-vis des exportations, avec surtout la mise en place d'une allocation versée aux familles de 13 000 yens (environ 100 €) par mois et par enfant jusqu'à la fin du collège (avec l'objectif de doubler ce montant dès 2011), mesure coûtant au total 2,255 billions de yens (17,2 milliards d'euros), ou encore la gratuité des inscriptions au lycée. Il comprend également une « réserve d'urgence » d'un billion de yens destiné à pouvoir mettre en place rapidement un nouveau plan de relance sans avoir à voter un nouveau budget supplémentaire, idée avancée par son prédécesseur en décembre 2009 et que Kan dit vouloir utiliser rapidement pour « régénérer l'économie » (il s'oppose dans le même temps à Shizuka Kamei et au NPP qui souhaitent quant à eux un budget supplémentaire d'au moins 11 billions de yens). Ce projet, bien que le plus élevé de toute l'histoire du Japon, respecte pratiquement l'engagement pris de ne pas émettre plus de 44 billions de yens d'obligations puisque celles-ci sont stabilisées dans le budget 2010 à 44,3 billions de yens (338 milliards d'euros), contre 53,5 billions au cours de l'année fiscale 2009. Il est voté par la Chambre des représentants le 2 mars 2010, et par la Chambre des conseillers le 23 mars suivant.
Adepte de l'interventionnisme des hommes politiques à tous les niveaux, il déclare le jour même de sa prise de fonction aux Finances que : « Ce serait bien que le yen s'affaiblisse un peu plus », et qu'il travaillerait personnellement avec la Banque du Japon pour influer en ce sens, prenant ainsi le contrepied de son prédécesseur qui avait adopté une attitude de stricte indépendance de l'institution financière et du laissez-faire. Désavoué sur ce point par le Premier ministre, qui affirme notamment devant des journalistes le questionnant sur le sujet : « Le gouvernement ne doit pas en principe discuter du marché des changes. Le mieux est d'avoir un marché des changes stable et d'éviter les fluctuations violentes », il doit se rétracter en précisant « qu'il ne faisait aucun doute que les parités monétaires devaient être déterminées par les marchés et eux seuls ». Ces propos ont néanmoins contribué à la hausse des valeurs exportatrices du Japon à la clôture de la bourse de Tokyo le 8 janvier. Il multiplie à nouveau les pressions sur la Banque du Japon pour prendre des mesures rapides contre la déflation, avec cette fois le renfort de Yukio Hatoyama, à la fin du mois de février et au début du mois de mars 2010, se déclarant en faveur d'un objectif d'une augmentation annuelle des prix de 1 % en moyenne.
Il se met également en porte-à-faux avec son Premier ministre lorsqu'il déclare, lors de sa première tournée des débats politiques dominicaux à la télévision, le 10 janvier 2010, vouloir lancer une « étude sur les conditions fiscales » qui lui permettrait d'envisager une éventuelle hausse de la taxe sur la consommation (ou encore la création d'une taxe carbone) dès l'année fiscale 2011, alors que Yukio Hatoyama s'est engagé depuis sa campagne à la présidence du PDJ en mai 2009 à conserver au même niveau sur quatre ans cette taxe de 5 % sur les biens et services. Le 14 février 2010, il annonce sur Fuji TV le lancement par le gouvernement au mois de mars d'un débat sur la réforme fiscale, portant sur l'impôt sur le revenu, les taxes d'entreprises et environnementales mais également celle sur la consommation, tout en reconnaissant le lendemain devant la Diète que : « Nous devons confirmer la volonté du peuple avant de faire toute modification significative dans le système fiscal ». Il estime ainsi que seule l'organisation d'élections générales pourrait légitimer une telle réforme, s'alignant de fait sur la position de son Premier ministre. Plus tard, le 12 avril 2010, il propose d'envisager rapidement une hausse générale des impôts qui « pourrait finalement nous aider à surmonter la déflation si vous dépensez [le surplus de revenu fiscal] dans le bon sens ... si cela aide à faire circuler l'argent », en créant des emplois et en soutenant la consommation. De plus, il annonce le 11 mai 2010 que le gouvernement doit s'attacher à ne pas émettre pour l'année fiscale 2011 plus d'obligation que le seuil atteint en 2010 (44,3 billions de yens) afin de limiter le montant de la dette publique dans un contexte international marqué par la crise grecque. Il précise toutefois six jours plus tard que : « Limiter l'émission des obligations ne veut pas dire que nous réduirons les dépenses publiques », défendant plutôt encore une fois une augmentation des revenus fiscaux.

#### Candidat à la succession de Yukio Hatoyama
Le jour même de l'annonce de la démission de Yukio Hatoyama de son poste de président du PDJ, et donc de Premier ministre, le 2 juin 2010, Naoto Kan annonce se porter candidat à sa succession. Il déclare alors : « J'aimerais m'atteler aux défis laissés par l'administration Hatoyama », et dit avoir « reçu les encouragements » du Premier ministre sortant. Il met notamment l'accent sur la croissance et l'assainissement des finances publiques, estimant ces deux questions liées tout en ne précisant pas clairement ses propositions concrètes pour y arriver. Ainsi déclare-t-il que : « La croissance économique, les réformes fiscales et le développement de la sécurité sociale sont des domaines que nous pouvons traiter et améliorer comme un seul paquet. Le temps est venu pour nous de faire un sérieux pas en avant ». Il s'est également engagé à maintenir l'objectif fixé début septembre 2009 par Yukio Hatoyama de réduire les émissions de gaz à effet de serre de 25 % par rapport au niveau de 1990 d'ici 2020.
Il reçoit le lendemain le soutien de deux autres poids lourds du gouvernement dont la candidature a été envisagée, celui des Affaires étrangères Katsuya Okada et celui des Transports Seiji Maehara (ainsi que de sa faction), après avoir promis que, une fois élu, il s'attacherait à limiter l'influence du « shogun de l'ombre » Ichirō Ozawa, considéré par une partie des démocrates (surtout ceux issus de l'aile droite et de la jeune garde) comme l'un des principaux responsables de la chute de l'administration Hatoyama. Il déclare d'ailleurs à propos d'Ozawa : « Je pense qu'il serait mieux pour lui, les Japonais et le parti qu'il se tienne tranquille au moins pour un temps ». Les groupes du 1er vice-ministre des Finances Yoshihiko Noda (aile droite réformiste) et du président de la Chambre des représentants Takahiro Yokomichi (aile gauche sociale-démocrate formée des ex-PSJ) le soutiennent également.
Finalement, un seul candidat se déclare face à lui. Shinji Tarutoko, président de la Commission de l'Environnement de la Chambre des représentants, jusque-là relativement peu connu du grand public et membre de la petite faction conservatrice libérale modérée de l'ancien Premier ministre Tsutomu Hata, est notamment soutenu par plusieurs partisans d'Ichirō Ozawa au sein du parti.
Donné dès le départ largement favori, Naoto Kan est élu sans surprise à la présidence du PDJ le 4 juin 2010 par 291 des 420 parlementaires votants, contre 129 à Tarutoko. Cela lui ouvre la voie pour devenir le 61e Premier ministre du Japon.

### Premier ministre

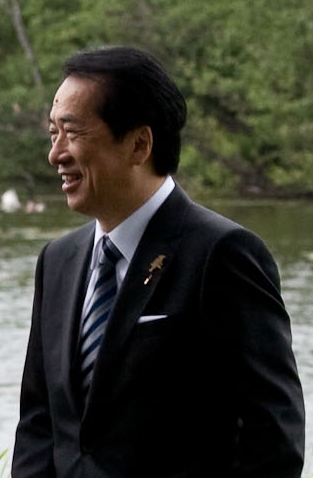
Naoto Kan lors de la réunion du G8 à Toronto en 2010

Le jour même, le 4 juin 2010, il est élu Premier ministre du Japon par les deux chambres de la Diète. Il a ainsi obtenu 313 voix sur 477 votants à la Chambre des représentants (les 306 du PDJ hors président de la Chambre qui par convention ne vote pas, les 3 du Nouveau parti du peuple et les 4 des députés divers membres du groupe commun avec les démocrates dont les seuls élus du Nouveau Parti Nippon et du Nouveau parti Daichi) contre 116 au président du PLD Sadakazu Tanigaki. Le PSD ne faisant plus partie de la coalition gouvernementale depuis le 30 mai 2010, a présenté  face à lui sa présidente Mizuho Fukushima, qui a fait le plein des sept bulletins de son mouvement. Les autres candidats étaient Natsuo Yamaguchi pour le Nouveau Kōmeitō (21 voix), Kazuo Shii pour le PCJ (9 voix), Yoshimi Watanabe pour Votre Parti (5 voix), Takeo Hiranuma pour Tachiagare Nippon (5 voix, à savoir les 3 de son parti plus les 2 du Comité pour le Bien-être des Citoyens et la Raison d'état) et Yōichi Masuzoe pour le Nouveau parti de la réforme (1 voix d'un indépendant).
À la Chambre des conseillers, Naoto Kan a récolté 123 suffrages sur 237 votants (hors le président de la Chambre, les 122 du groupe commun PDJ - Shin-Ryokufūkai  - NPP - NPN plus un indépendant), contre 71 à Tanigaki, 21 à Yamaguchi, 7 à Shii, 6 à Fukushima (les 5 du PSD ainsi que celle de l'unique élue du Parti socialiste d'Okinawa), 6 également à Masuzoe, 2 à Hiranuma et 1 à Watanabe. Même s'il a été élu par la Diète le 4 juin, Naoto Kan n'est officiellement nommé Premier ministre par l'empereur que quatre jours plus tard.

#### D'une élection à l'autre

##### La mise en place de la nouvelle administration
Le Nouveau Parti du peuple (NPP) de Shizuka Kamei a renouvelé son accord de participation au gouvernement dès le 4 juin. Toutefois, Shizuka Kamei démissionne dès le 11 juin afin de protester contre la décision du PDJ (prise la veille) de ne pas prolonger la session parlementaire en cours au-delà de sa date butoir fixée au 16 juin comme le NPP le souhaitait afin de pouvoir faire voter les lois de réforme de la poste avant les élections à la Chambre des conseillers. Ce départ ne signifie pas pour autant que la coalition éclate puisque Kamei choisit le secrétaire général et numéro 2 de son mouvement, Shōzaburō Jimi, pour lui succéder en tant que ministre d'État pour les Services financiers et la Réforme postale.
Le 7 juin 2010, Naoto Kan met officiellement en place le nouvel exécutif du PDJ, marqué par un net recul d'influence d'Ichirō Ozawa et de ses partisans. Ainsi Yukio Edano, qui a toujours été très critique vis-à-vis de ce dernier et a, à plusieurs reprises, appelé à sa démission, lui succède en tant que secrétaire général et numéro 2 du parti. La fonction de président du Comité de recherche politique, qui avait été supprimée après la victoire du 30 août 2009, est ressuscitée et confiée à Kōichirō Genba (lui aussi membre de la faction Maehara-Edano), président de la Commission des affaires financières de la Chambre des représentants et partisan d'une profonde réforme fiscale (et notamment de la hausse de la taxe sur la consommation) tandis que la présidence du Conseil des Affaires de la Diète est donnée à son adversaire de la présidentielle, Shinji Tarutoko.
Après avoir fait savoir qu'il comptait remanier le moins possible le gouvernement de son prédécesseur afin de maintenir une certaine continuité du pouvoir, il met en place officiellement le 94e Cabinet du Japon le jour de sa nomination par l'empereur, le 8 juin 2010. Comme prévu, il conserve à leurs postes 11 des 17 membres du précédent gouvernement, dont 9 des 11 titulaires d'un ministère. Pour lui succéder au ministère des Finances, il choisit Yoshihiko Noda, qui était jusque-là l'un de ses 1ers vice-ministres, un conservateur fiscal partisan de la hausse de la taxe sur la consommation, de la réforme fiscale, du contrôle de l'émission des obligations d'État et des dépenses. Toujours dans un souci de continuité, il nomme Masahiko Yamada, jusque-là vice-ministre à l'Agriculture, aux Forêts et à la Pêche auprès de Hirotaka Akamatsu pour succéder à ce dernier. Les factions Noda et Maehara-Edano (constituant l'aile droite du parti ainsi que sa jeune garde et les plus critiques à l'égard d'Ichirō Ozawa) ont un poids renforcé dans cette administration avec 5 ministres. Outre Yoshihiko Noda, placé aux Finances, Seiji Maehara qui conserve le ministère du Territoire, des Infrastructures, des Transports et du Tourisme et Yoshito Sengoku qui est déplacé pour devenir le nouveau secrétaire général du Cabinet, entrent dans le gouvernement Koichirō Genba à la Réforme de la Fonction publique, au Nouveau concept du Service public et à l'Égalité sociale et des sexes (il cumule ce portefeuille avec la fonction de président du Comité de recherche politique) et la conseillère Renhō à la Revitalisation du gouvernement. Naoto Kan ne nomme en revanche qu'un seul membre de son propre groupe, à savoir Satoshi Arai (jusque-là conseiller spécial auprès du Premier ministre) à la Stratégie nationale, à la Politique économique et fiscale, aux Consommateurs et à la Sécurité alimentaire.
Malgré certains incidents rencontrés dès la première semaine, telles que les accusations du Yomiuri Shimbun affirmant que trois ministres (Satoshi Arai, Renhō et Tatsuo Kawabata) auraient fait de fausses déclarations de dépenses (les intéressés et le PDJ se défendant de toute action illégale) ou encore la démission dès le 11 juin de Shizuka Kamei du Cabinet (tout en maintenant son parti dans la majorité), les sondages réalisés dans les jours suivants la mise en place du nouveau gouvernement font tous état de taux de satisfactions supérieurs ou égaux à 60 % à son égard. Ainsi deux études nationales menées les 8 et 9 juin par les deux plus grands quotidiens du pays, le Yomiuri Shimbun et l’Asahi Shimbun, et publiées le 11 font ressortir respectivement 64 % (soit 45 points de plus que la popularité de l'administration Hatoyama à la fin du mois de mai) et 60 % (+43 points) d'opinions favorables pour le Cabinet. Et l'arrivée au pouvoir de Naoto Kan fait également augmenter les intentions de vote en faveur du PDJ : pour l’Asahi elles sont passées de 28 % à la fin du mois de mai à 33 % le 5 juin et 39 % le 9 juin (le PLD, qui avait quelque peu comblé son retard avant la démission de Yukio Hatoyama, retombe à 17 % le 5 juin et à 13 % le 9), et pour le Yomiuri de 25 % le 3 juin à 36 % six jours plus tard (tandis que les libéraux-démocrates chutent de 31 à 13 %).

##### Campagne pour l'élection à la chambre haute
Naoto Kan met l'accent pour son nouveau gouvernement, ainsi que pour la campagne du PDJ pour le renouvellement de la moitié de la Chambre des conseillers du 11 juillet 2010, sur la nécessité de réduire le déficit budgétaire et donc sur une réforme fiscale. Il résume l'objectif à atteindre dans son discours de politique générale prononcé devant la Diète le 11 juin par l'expression : « Une économie forte, des finances fortes et une sécurité sociale forte » (強い経済、強い財政、強い社会保障, Tsuyoi keizai, Tsuyoi zaisei, Tsuyoi shakai-hoshō). C'est ce qu'il appelle une « Troisième voie » (第三の道, Daisan-no-michi), entre la première « centrée sur les travaux publics » (公共事業中心, Kōkyō-jigyō chūshin) et donc assimilée à l'« État constructeur » (土建国家, Doken kokka, version japonaise de l'État-providence assurant notamment le développement économique par des investissements publics importants dans la construction de grandes infrastructures, mise en place depuis les années 1950 par le PLD et défendue tant par les conservateurs que par la gauche socialiste ou communiste au Japon), et la seconde qualifiée de « fondamentalisme extrême de marché » (行き過ぎた市場原理主義, Ikisugita shijō genrishugi) renvoyant à la politique libérale menée, entre autres, entre 2001 et 2006 par Jun'ichirō Koizumi. Cette notion avait déjà été développée en décembre 2009 dans la « Nouvelle Stratégie de Croissance » définie à l'époque par le gouvernement Hatoyama, et fixant 21 projets nationaux stratégiques à réaliser dans 6 ou 7 champs prioritaires (l'environnement, la santé, la coopération économique asiatique, le tourisme, la revitalisation locale, la science et les technologies ainsi que l'emploi et les ressources humaines). Naoto Kan s'attache rapidement à concrétiser cette Nouvelle Stratégie. Ainsi, par décision du Cabinet du 18 juin 2010, un Conseil de la Réalisation de la Nouvelle Stratégie de Croissance, chargé de la mettre en place et de contrôler son bon développement, est créé, et se réunit pour la première fois le 9 septembre suivant.
Le programme électoral présenté le 17 juin 2010, derrière le slogan « Restaurer un Japon vigoureux » (元気な日本を復活させる, Genki na Nihon o fukkatsu-saseru), reprend la rhétorique de la « troisième voie » japonaise définie dans le discours de politique générale et la « Stratégie de la Nouvelle Croissance » en mettant l'accent toutefois avant tout sur l'aspect budgétaire. Le parti majoritaire dit vouloir au moins diviser par deux le déficit primaire d'ici 2015 par rapport au niveau de 2010 (établi à 33,5 billions de yens pour cette année fiscale, soit 7,1 % du PIB) et d'arriver à un excédent d'ici 2020. Le sous-comité gouvernemental de réflexion sur le sujet qu'il avait mis en place en mars 2010 rend ses premières conclusions le 22 juin 2010 : le retour à l'équilibre budgétaire implique de réduire les pertes à un niveau de 22 billions de yens par an, passant par un plafonnement des dépenses publiques nécessaire pendant les trois années à venir et des « efforts considérables » pour réduire la création de dette. Pour ce faire, il décide de reprendre l'idée déjà exprimée par Kan au ministère des Finances de fixer un plafond à l'émission d'obligations d'État au niveau de celles de l'année fiscale 2010 (44,3 billions de yens).
Mais surtout, le programme appelle au lancement dès le lendemain du scrutin d'une « coopération transpartisane » entre la majorité et l'opposition afin de discuter de la réforme fiscale, dont notamment de la taxe sur la consommation, rompant avec l'engagement de Yukio Hatoyama de ne pas aborder le sujet durant cette législature et prenant un risque en sous-entendant une hausse plutôt impopulaire de cet impôt. En effet, dans la conférence de presse de présentation de ce programme, Naoto Kan précise que la proposition du PLD, clairement inscrite dans son manifeste de campagne tout en le prenant de court puisque ce dernier n'est pour sa part rendu public que le 17 juin (soit le lendemain de celui du PDJ), de doubler la taxe sur la consommation de 5 à 10 % était « l'un des points de référence principaux » pour les futures négociations sur la réforme. Il fixe également la fin de l'année fiscale 2010 (soit le 31 mars 2011) comme date butoir pour élaborer le plan gouvernemental sur l'évolution des impôts, tout en ne donnant pas de calendrier précis pour sa mise en place par la suite (même si le président du Comité de recherche politique du parti et ministre d'État à la Réforme de la Fonction publique Koichirō Genba parle d'une application au plus tôt à l'automne 2012). Ce revirement par rapport au programme de 2009 est notamment influencé par la crise de la dette publique grecque et la volonté de la majorité de démontrer un certain sens des responsabilités, tandis que plusieurs sondages montrent que l'opinion publique elle-même s'est résignée à l'idée d'une hausse de la taxe sur la consommation (notamment une étude réalisée par le Yomiuri Shimbun les 12 et 13 juin 2010 fait état de 66 % des personnes interrogées jugeant une telle augmentation « nécessaire », contre 29 % ne le pensant pas, et plus particulièrement 70 % parmi les sympathisants démocrates, cependant une autre enquête menée par le même quotidien la semaine suivante ne parle plus que de 48 % pour et 44 % contre). Cette question, qui devient rapidement le thème central de la campagne, ne fait toutefois pas l'unanimité au sein même de la majorité : le Nouveau Parti du peuple de Shizuka Kamei se prononce ouvertement contre toute augmentation des impôts (ce qu'il appelle « augmenter le nombre de seaux pour puiser de l'eau dans un puits vide »), tandis que parmi les candidats du PDJ 58 % déclarent qu'augmenter la taxe sur la consommation est « inévitable pour maintenir le système de sécurité sociale » (il n'était que 17 % à penser de même avant le précédent scrutin de 2007), comparativement aux 89 % libéraux-démocrates défendant cette option. Le PLD dit pour sa part refuser toute participation aux « négociations transpartisanes » tant que le PDJ n'aura pas réglé la question dans son propre camp et lui reproche de n'être pas clair sur ses intentions quant à l'utilisation des revenus de la hausse des impôts. Toutefois, même si le programme ne mentionne rien à ce sujet, les déclarations antérieures de Kan et le rapport du sous-comité gouvernemental de réflexion sur la réforme fiscale rendu public le 22 juin 2010, qui précise que : « Il est important d'obtenir la compréhension [du public] en liant la question avec le bien-être social », appellent à une utilisation de ces revenus pour financer la sécurité sociale. Le même rapport dit vouloir également contrebalancer une éventuelle hausse de la taxe sur la consommation (qui n'est pas un impôt progressif et est donc supporté au même taux par tous les consommateurs indépendamment de leurs revenus) en « révisant les tranches et augmentant le taux maximum [touchant la tranche supérieure] de l'impôt sur le revenu ».
Sur le plan du développement économique, le programme de juin 2010 reste similaire à celui des législatives de 2009 tout en y incluant certains points développés par Naoto Kan lors de son passage au ministère des Finances, à savoir surtout la promesse de « travailler avec la Banque du Japon » pour lutter contre la déflation. Il fixe notamment un objectif de 3 % de croissance nominale et de 2 % de croissance réelle en moyenne jusqu'à 2020. La mesure phare avancée reste la baisse de l'impôt sur les sociétés, dont le taux, à environ 40 % en 2010 (contre 33,33 % par exemple en France, 30 % en Allemagne et en moyenne 26 % dans l'ensemble de l'OCDE), est l'un des plus élevés au monde, afin de « maintenir et de renforcer la compétitivité internationale du Japon » en favorisant notamment les investissements étrangers. Un rapport gouvernemental sur la « stratégie de croissance », présenté le 18 juin 2010, parle de ramener ce taux progressivement « aux niveaux de ceux des autres grandes nations » (soit une baisse aux environs des 10 points au total) tandis que le ministre de l'Économie, du Commerce et de l'Industrie Masayuki Naoshima soutient l'idée d'une réduction de 5 points dès le début de l'année fiscale 2011. Les autres propositions incluent de faire du Premier ministre et du Cabinet les « vendeurs en chef » des produits japonais afin de promouvoir les exportations en matière d'infrastructures technologiques, la coopération entre les secteurs privés et publics pour les projets à l'étranger dans les secteurs routiers, ferroviaires ou énergétiques, la promotion des « nouvelles industries de croissance » comme les « soins de santé et infirmier, l'agriculture et le logement », le développement économique des régions en créant des « zones économiques spéciales » avec une « rationalisation » des réglementations, de la fiscalité locale et des aides aux entreprises ou encore le tourisme avec l'ambition d'attirer 30 millions de visiteurs dans l'archipel en assouplissant les conditions d'octroi de visa, en promouvant les attractions locales et en créant un système de « vacance locale ».
Enfin, en matière de politique sociale, le PDJ, en raison de la situation budgétaire, est forcé de modifier l'une de ses promesses de campagne de 2009, à savoir arriver à une aide de 26 000 yens par enfant scolarisé jusqu'à la fin du collège pour chaque famille. Si le montant de 13 000 yens pour cette allocation mis en place en avril 2010 est maintenu, l'objectif de le doubler pour l'année fiscale 2011 est revu, ou tout du moins transformé sous une autre forme. Ainsi, plutôt qu'une hausse en espèce, les 13 000 yens supplémentaires par enfant doivent être mis en œuvre indirectement par le biais de l'amélioration des services publics de garde d'enfants (avec une augmentation du nombre de travailleurs dans le domaine de la puériculture et une baisse des frais d'inscription en garderie), une réduction des frais médicaux pour les enfants ou encore une aide à la vaccination. De plus, une condition de résidence est mise en place (l'aide sera versée uniquement pour les enfants résidant au Japon à compter de 2010),. Ce revirement semble accepté par l'opinion publique, puisqu'un sondage mené entre les 18 et 20 juin 2010 révèle que 61 % des personnes interrogées soutiennent cette décision, contre 34 % la condamnant.
Naoto Kan se fixe pour objectif de remporter 54 sièges ou plus parmi les 121 à pourvoir (soit au moins le nombre de sièges que le parti remet en jeu pour ces élections), tandis que le gain de 60 élus est nécessaire au PDJ pour atteindre à lui seul la majorité absolue (établie à 122 conseillers sur 242). Le PDJ adopte pour cela une stratégie de campagne centrée sur la personnalité de son dirigeant, sa photographie étant présente sur l'affiche officielle et sa biographie introduite dans le manifeste (ce qui n'était pas le cas, par exemple, pour Yukio Hatoyama dans celui pour les élections législatives du 30 août 2009), tandis que des produits dérivés marqués d'un « Yes We Kan ! », jouant sur son nom et le slogan présidentiel de Barack Obama, sont rapidement commercialisés. Il met également en avant des tarento ou autres personnalités candidates sous les couleurs des démocrates, dont la populaire ancienne double championne olympique et septuple championne du monde de judo (médaillée d'or à Sydney en 2000 et Athènes en 2004 pour les moins de 48 kg) Ryōko Tani, investie sur la liste à la proportionnelle nationale,.
Le PDJ réalise une contre-performance lors du scrutin. Bien qu'il reste le premier parti du Japon en nombre de voix (39 % des suffrages au vote unique non transférable contre 33,4 % au PLD, et 31,6 % contre 24,1 % à la proportionnelle), il n'obtient que 44 des 121 sièges à pourvoir, soit dix de moins que l'objectif fixé. Les libéraux-démocrates remportent d'ailleurs plus d'élus (51) tandis que la coalition gouvernementale perd la majorité à la Chambre des conseillers (avec désormais 110 sièges sur 242).

##### Nouvelle campagne pour la présidence du PDJ
À peine l'élection à la chambre haute passée, le Premier ministre entre immédiatement dans une nouvelle campagne, celle-là interne au parti. Naoto Kan ayant été élu en juin 2010 pour terminer le mandat de Yukio Hatoyama, qui lui-même avait été choisi en 2009 pour finir celui initialement obtenu en septembre 2008 par Ichirō Ozawa, de nouvelles élections à la présidence du PDJ sont fixées pour le 14 septembre 2010. Contrairement aux deux précédents scrutins, ouverts aux seuls parlementaires, doivent y participer non seulement les membres démocrates de la Diète mais aussi les élus locaux et les militants. Les premiers disposent de deux votes chacun, déterminant ainsi largement le score final, tandis que les conseillers municipaux et préfectoraux comptent pour 100 bulletins et l'ensemble des adhérents (qui peuvent être également des étrangers)  pour 300 points (un par circonscription législative qui constitue l'unité de vote). Il s'agit de la première fois que le président du parti est choisi par un tel collège électoral depuis septembre 2002, puisqu'entre-temps il l'a été soit par les députés et conseillers uniquement (en décembre 2002, en 2005, en avril 2006, en mai 2009 et en juin 2010) soit sans vote car étant le seul candidat en lice (en mai 2004 ainsi qu'en septembre 2006 et septembre 2008). Naoto Kan annonce très tôt vouloir se représenter et donc rester Premier ministre, dès la fin du mois de juillet, et réaffirme dans le même temps sa volonté de mener à bien la réforme de la fiscalité.
Néanmoins, le mauvais score des élections de juillet a affaibli sa situation au sein du PDJ, certains parlementaires, tout particulièrement parmi les partisans d'Ichirō Ozawa ou de Yukio Hatoyama, tenant son discours sur la taxe sur la consommation comme essentiellement responsable de cette contre-performance. Ozawa, après plus d'un moins d'incertitude quant à savoir s'il se lancerait personnellement dans la course à la présidence malgré ses potentiels ennuis judiciaires ou s'il soutiendrait un de ses fidèles, finit par annoncer sa candidature le 26 août 2010. Hatoyama pour sa part apporte le même jour son soutien à Ozawa alors que jusqu'à présent il avait toujours déclaré qu'il aiderait Kan à se faire réélire. Il s'agit ainsi de l'un des scrutins internes les plus serrés de l'histoire du parti, opposant deux de ses principaux dirigeants historiques, deux fortes personnalités et soutenues chacune par deux tendances du mouvement plutôt antagonistes sur le plan de la stratégie politique et gouvernementale à adopter. Plusieurs analystes ou élus du parti disent redouter une éventuelle scission après l'élection. Ozawa semble ainsi réunir derrière lui l'aile gauche du PDJ (sociaux-démocrates et conservateurs de gauche, ayant reçu le soutien formel de Hirotaka Akamatsu et de plusieurs partisans de Tsutomu Hata dont le ministre Kazuhiro Haraguchi, même si ces factions restent finalement assez divisées, comme celle de Hatoyama), plaçant la priorité sur la relance de l'économie par la consommation intérieure, voulant respecter le plus possible les promesses du programme électorale de 2009 (telles que le doublement à 26 000 yens de l'allocation pour l'enfance dès 2011 ou encore la mise en place de relations plus équilibrées avec les États-Unis, en revenant sur l'accord signé par Hatoyama concernant le déménagement de la base de Futenma, et plus approfondies avec la Chine et la Corée du Sud) et rejetant toute hausse proche des impôts (et tout particulièrement de la taxe sur la consommation). Naoto Kan peut pour sa part compter, outre son propre groupe de pression d'une cinquantaine de membre, sur le soutien total et entier de l'aile droite anti-Ozawa, et tout particulièrement des deux factions conservatrices fiscales et libérales réformatrices (Maehara-Edano et Noda), qui cumulent environ cinquante parlementaires. S'y ajoutent l'essentiel du groupe dit des « libéraux » (la plus petite faction avec un peu moins de 20 parlementaires), plusieurs membres des anciens socialistes (tel le président de la commission de la Santé à la chambre basse, Yoshio Hachiro), des ex-PDS (dont le ministre de l'Économie Masayuki Naoshima) et de la faction Hata (comme les deux autres chefs historiques de ce groupe, Kōzō Watanabe et Hajime Ishii, ou encore le ministre de la Défense Toshimi Kitazawa),,.
Le camp Kan met l'accent sur la transparence et la moralisation des pratiques politiques (critiquant l'action d'Ozawa comme trop compromise par les scandales politico-financiers touchant ses proches et par sa tendance à diriger dans l'ombre), une relation plus apaisée avec les États-Unis (et donc le respect de l'accord signé en juin 2010 concernant le déménagement de la base américaine de Futenma, même si Kan dit vouloir continuer à réfléchir à de nouveaux moyens d'alléger le poids militaire reposant sur les épaules d'Okinawa) tout en continuant les efforts de rapprochement avec les voisins asiatiques. En témoigne le discours prononcé le 10 août 2010 par le Premier ministre dans le cadre des manifestations liées au centenaire du traité d'annexion de la Corée de 1910, dans lequel il exprime « de profonds regrets au sujet des souffrances infligées » par la colonisation japonaise dans la péninsule coréenne, apporte des excuses officielles et annonce le transfert au gouvernement sud-coréen de pièces de musées réclamées par ce dernier et pillées durant les 35 ans de domination nippone (Séoul n'a toutefois pas déclaré clairement qu'elle acceptait ces excuses, seulement qu'elle en « prenait note »,, tandis qu'un accord formel est signé par les deux gouvernements le 14 novembre suivant pour la restitution à la Corée du Sud de quelque 1 205 textes historiques de la période Joseon). Mais surtout Kan et ses partisans défendent une approche plus pragmatique de l'application du programme de 2009 afin de mieux le faire répondre, selon eux, à la réalité de la situation économique et financière, dans la lignée du discours de politique générale de « troisième voie » et de son manifeste pour les élections à la chambre haute. Si le Premier ministre reste attaché au principe de relance de l'économie par la stimulation de la consommation intérieure, et donc par l'injection jusqu'à un certain niveau de deniers publics, il diffère d'Ozawa sur les moyens d'y parvenir (préférant axer son action sur la création d'emploi et la lutte contre le travail précaire) et sur les montants à engager (qui selon lui doivent rester dans le cadre d'une logique de contrôle des dépenses et notamment de l'objectif de ne pas émettre plus de 44,3 billions de yens d'obligations d'État à l'année). Son gouvernement, après en avoir annoncé le lancement le 30 août, présente ainsi le 10 septembre 2010 un plan de 920 milliards de yens (8,53 milliards d'euros) pris sur la « réserve d'urgence » d'1 billion de yens inscrite dans le budget initial pour l'année 2010. Il prévoit près de 450 milliards de yens (4,17 milliards d'euros) pour abaisser certains prêts hypothécaires et aider les ménages à acheter des appareils électroménagers à faible consommation d'énergie ou des matériaux de construction écologiques ; 175 autres milliards doivent servir à développer les emplois dans les domaines de la médecine, de la santé et du tourisme ; et 120 milliards seront consacrés à l'aide aux entreprises travaillant sur des projets nationaux respectueux de l'environnement afin de conserver les emplois dans l'archipel, mais aussi aux petites et moyennes entreprises afin qu'elles puissent étendre leurs activités à l'étranger et aux exportations agricoles. Selon le Cabinet, ce plan doit permettre de générer 0,3 points de croissance supplémentaires du PIB et de créer 200 000 emplois. Il s'associe à la décision, prise également le 30 août, de la Banque du Japon de rajouter 10 billions de yens (92,8 milliards d'euros) au programme de 20 billions d'émission de prêts à court terme (sur trois mois) à un taux d'intérêt de 0,1 % pour les banques commerciales lancé en décembre 2009 afin de lutter contre une éventuelle déflation. Le but est encore une fois de coupler les efforts du gouvernement et de l'autorité bancaire afin de contrer la tendance au renforcement du yen par rapport au dollar américain, repartie de plus belle au mois d'août 2010 pour atteindre le 8 septembre 2010 son niveau le plus fort depuis 1995 avec 1 $ pour 83,35 yens (il redescend légèrement après l'annonce du plan de relance le 10 septembre, à 83,95). Plusieurs observateurs, dont l'économiste en chef de la banque d'investissement Barclays Capital à Tokyo, Kyohei Morita, ou le directeur de la notation des fonds souverains à Standard & Poor's, Takahira Ogawa, mais aussi Ichirō Ozawa (qui pour sa part propose un plan de relance plus de deux fois supérieur, à 2 billions de yens, nécessitant la vente de nouvelles obligations d'État, ainsi qu'une intervention directe du gouvernement auprès du Forex) et ses partisans jugent les mesures annoncées par le gouvernement Kan et la Banque du Japon insuffisantes pour redresser l'économie et faire baisser le yen par rapport au dollar américain. Naoto Kan précise toutefois qu'un budget supplémentaire pourrait être présenté à la Diète afin de financer un plan plus audacieux, tandis que dans le même temps sont également présentés les chiffres de la croissance pour le deuxième trimestre 2010, plus élevés que ce qui était initialement prévu avec une hausse du PIB de 1,5 %,.
Les enquêtes d'opinion montrent combien le scrutin promet d'être serré, tandis que l'avantage prédit théoriquement au départ à Ozawa au sein des parlementaires (étant donné le poids de sa propre faction et de celle de Hatoyama) se révèle au fur et à mesure de moins en moins net. Ainsi, un sondage réalisé au début du mois de septembre par le Mainichi Shimbun parmi les 412 parlementaires démocrates (ils ne sont finalement que 411 à voter pour l'élection présidentielle à la suite d'une démission de député) fait état de seulement 185 d'entre eux se déclarant prêts à voter pour Ozawa (dont 122 soutiens « sûrs » et 63 « potentiels ») contre 164 pour Kan (également 122 soutiens « sûrs », et 42 potentiels) et 63 indécis n'ayant pas encore fait leur choix. Une autre étude, réalisée au même moment par le Yomiuri Shimbun, montre un écart encore plus serré avec environ 160 députés et conseillers pour chacun des deux candidats et environ 90 indécis. Un sondage du Sankei Shimbun montre de plus un certain avantage de Kan parmi les élus locaux : 50 % des 695 conseillers préfectoraux et municipaux ayant répondu à l'enquête apporteraient leurs voix au Premier ministre en exercice, contre 24 % pour Ozawa. Plus tard, l'écart à la Diète se réduit encore plus selon le Mainichi dans une nouvelle enquête publiée le 8 septembre, moins d'une semaine avant le vote : désormais 186 se rangent derrière Ozawa contre 175 derrière Kan et 50 indécis, tandis que le quotidien donne le vote des militants acquis à Kan dans 113 des 300 circonscriptions, qui donnent chacune une voix, contre 62 seulement pour Ozawa.
De plus, Naoto Kan semble regagner une certaine faveur au sein de l'opinion publique qui s'était légèrement détournée de lui et de son gouvernement durant la campagne de juin et juillet. Tout d'abord, l'élection le 8 août 2010 au poste de gouverneur de la préfecture de Nagano du candidat du PDJ Shuichi Abe contre celui du PLD et vice-gouverneur sortant Yoshimasa Koshihara est présentée par la presse et les analystes politiques comme le signe d'un regain de la majorité, du parti et plus particulièrement de sa direction (dont plusieurs membres s'étaient directement investis dans la campagne de Abe),. Les sondages, qui avaient vu la popularité du gouvernement Kan vite chuter après sa mise en place, montrent à la suite de cette victoire locale une remontée légère de son taux d'approbation : pour l'agence Kyodo News, il passe de 36,3 % au début du mois de juillet à 38,7 % au début du mois d'août, à 48,1 % à la fin du même mois et enfin 54,7 % au début de septembre ; la chaîne publique NHK parle pour sa part, pour juillet et août, de 39 puis 41 % de taux d'approbation respectivement. La volonté de stabilité alors que le pays vient de voir se succéder cinq Premiers ministres en moins de quatre ans ainsi que la possible mise en examen d'Ichirō Ozawa jouent également en sa faveur au sein de l'opinion. Un sondage réalisé à la fin du mois d'août par l'agence Kyodo News montre que Kan reste largement plus populaire qu'Ozawa pour rester Premier ministre (69,9 % des personnes interrogées préférant Kan contre 15,6 % souhaitant qu'Ozawa lui succède).
Le jour du scrutin, Kan est finalement réélu avec une avance assez nette sur son adversaire, par 721 voix sur 1 222 contre 491 à Ozawa et 10 blancs. Il obtient comme prévu un avantage considérable auprès des élus locaux (1 360 voix sur les 2 382 votants contre 927, soit 57,09 % contre 38,92 % et 60 points sur 100 contre 40) et des militants (137 998 voix sur les 229 030 exprimés contre 90 194, soit 60,25 % contre 39,38 % et 249 points sur 300 contre 51), mais le devance également de peu au sein des parlementaires (206 élus de la Diète sur 411 le choisissant contre 200 pour Ozawa et 5 blancs, ces votes comptant double),. Naoto Kan est ainsi confirmé comme président du PDJ et Premier ministre, et ce normalement pour un mandat plein de deux ans.

#### Une «phase d'observation»?

##### Le remaniement du gouvernement et de la direction du PDJ
Trois jours après sa réélection, le 17 septembre 2010, il remanie profondément son gouvernement. Sur les 17 ministres sortants, seuls 7 sont maintenus, dont un, Seiji Maehara, changeant d'affectation en passant du ministère du Territoire à celui des Affaires étrangères. Ces derniers sont tous, à l'exception du représentant du partenaire de coalition (Nouveau Parti du peuple) Shōzaburō Jimi et du ministre de la Défense Toshimi Kitazawa (du groupe Hata), des membres des deux factions qui, en dehors de la sienne, l'ont le plus soutenu lors de la présidentielle (Maehara-Edano avec Seiji Maehara aux Affaires étrangères, Yoshito Sengoku comme secrétaire général du Cabinet et Koichirō Genba à la Stratégie nationale, et Noda avec Yoshihiko Noda aux Finances et Renhō à la Revitalisation du gouvernement). Et parmi les nouveaux arrivants, le nombre de partisans de Kan se retrouve renforcé avec un membre du groupe Noda supplémentaire (Sumio Mabuchi au ministère du Territoire) et deux membres de sa propre faction (Ritsuo Hosokawa à la Santé et Tomiko Okazaki à la tête de la Commission de sécurité publique, alors qu'il n'avait auparavant, en dehors de Kan, qu'un seul membre de son groupe de pression).
En revanche, l'influence d'Ichirō Ozawa semble vouloir être encore plus circonscrite : il n'y a plus aucun membre de sa faction au sein du Cabinet, tandis que seulement trois de ses soutiens lors de l'élection présidentielle, dont deux membres du groupe Hatoyama et un ancien du PDS, sont nommés (Akihiro Ōhata au METI, Banri Kaieda à la Politique économique et fiscale et Yoshiaki Takaki à l'Éducation). Cette mise à l'écart d'Ozawa semble être également confirmée au sein de la direction du PDJ avec la nomination de Katsuya Okada, connu pour ses critiques contre l'ancien « Shogun de l'ombre », au poste de secrétaire général et numéro deux, le maintien de Koichirō Genba (membre de la faction Maehara-Edano) tant au sein du gouvernement qu'à son poste de président de président du Comité des affaires politiques et le remplacement du pro-Ozawa Shinji Tarutoko par l'ancien socialiste Yoshio Hachiro qui a soutenu Kan lors de la présidentielle.
Sinon, la presse remarque l'entrée au Cabinet du premier non parlementaire membre d'une administration démocrate (exception faite de Keiko Chiba après sa défaite à l'élection à la chambre haute de juillet 2010), à savoir Yoshihiro Katayama, ancien gouverneur réformateur de la préfecture de Tottori et membre d'aucun parti, aux Affaires intérieures. Ce remaniement semble bien accepté par l'opinion publique, avec des sondages montrant des taux de satisfaction supérieurs à ceux obtenus par le gouvernement initial de Naoto Kan formé en juin. Ainsi, Kyodo News parle le 18 septembre 2010 de 64,4 % des personnes interrogées soutenant le nouveau Cabinet (soit 9,7 points de plus que la semaine précédente) contre 21,2 % ne l'approuvant pas. La même étude montre que 67,1 % des répondants approuvent le choix des ministres et que 70,2 % disent avoir de « grands espoirs » dans la nomination de Katsuya Okada au poste de secrétaire général du PDJ. Le même jour, le Yomiuri Shimbun fait état de 66 % de satisfaits, le Mainichi Shimbun de 64 % et l’Asahi Shimbun de 59 %.

##### La lutte contre la déflation

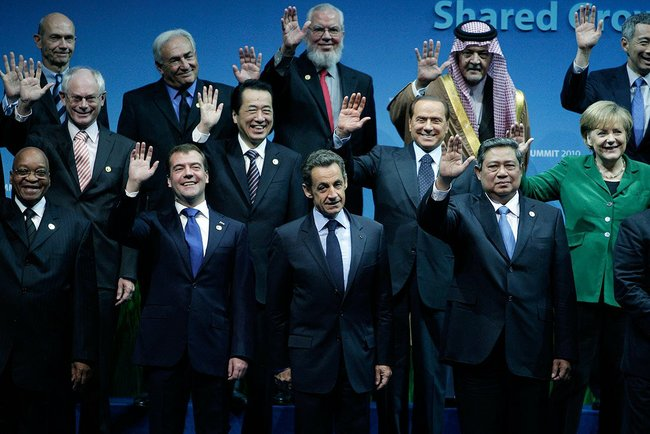
Naoto Kan (2e rang, 2e à g.) au sommet du G20 à Séoul le 12 novembre 2010.

Si le modeste plan de relance du 10 septembre 2010 a permis au yen de redescendre faiblement et momentanément face au dollar américain (de 83,35 à 83,95 yens pour 1 $ entre le 8 et le 10 septembre),, il repart ensuite à la hausse et retombe à 83,26 ¥ le dollar le 14 septembre puis à 82,87 dès le lendemain, soit un nouveau record depuis 1995. Or, les analystes économiques estiment qu'un taux inférieur à 90 yens le dollar risque de handicaper gravement les exportations japonaises.
Pour faire face à cette situation, et fort de sa récente réélection à la tête du PDJ, Naoto Kan et son gouvernement décident d'intervenir le 15 septembre, et de manière unilatérale, sur les marchés pour la première fois depuis mars 2004 : en vingt-quatre heures, la Banque du Japon a procédé à la vente sur plusieurs places financières (à Tokyo, Londres et New York) de près de 2 billions de yens (environ 18 à 19 milliards d'euros), permettant à la monnaie japonaise de redescendre à 84,78 ¥ le dollar à midi. Lors d'une conférence de presse le jour même, le Premier ministre juge cette intervention concluante, estimant que : « À ce stade, cela a eu un certain effet », et que : « Nous avons jugé que nous ne pouvions plus tolérer davantage [la remontée du yen face au dollar]. ». La semaine suivante, il justifie cette décision en marge de l'Assemblée générale des Nations unies à New York : « Au G7 comme au G20, tout le monde est d'avis qu'une fluctuation excessive des taux de change va à l'encontre de la stabilité économique et financière. La récente intervention sur les monnaies tenait compte de cet aspect des choses afin de limiter les fluctuations excessives des taux de change ».
Naoto Kan confirme ce tournant de la politique monétaire japonaise lors de son discours d'inauguration de la session parlementaire du 1er octobre 2010. La lutte contre la déflation devient ainsi une priorité gouvernementale, déclarant : « Nous allons répondre de façon urgente à la hausse fulgurante du yen et à la déflation ». Il envisage clairement de nouvelles interventions, annonçant que : « À l'avenir aussi nous prendrons si nécessaire des mesures décisives », et appelle la Banque du Japon à plus de coopération en ces termes : « J'espère que la Banque du Japon va mener la politique nécessaire dans le but de sortir de la déflation, en travaillant en étroite collaboration avec le gouvernement ». Dès le 27 septembre, il avait également demandé à son Cabinet et aux membres de la majorité de négocier avec l'opposition pour préparer un nouveau plan de relance cette fois-ci basé sur un budget supplémentaire pour l'année fiscale 2010 afin de renforcer les efforts contre la déflation, tout en n'émettant pas de nouvelles obligations d'État. Ce projet est finalement présenté par le gouvernement le 8 octobre 2010. Son montant total est de 5,09 billions de yens (soit environ 44 milliards d'euros, le minimum requis par la plupart des forces d'opposition mais moins que ce que demandait le partenaire de coalition des démocrates, le NPP), financé par un budget supplémentaire de 4,4 billions de yens provenant essentiellement des économies réalisées pour l'année fiscale 2009 (environ 2,2 billions de yens) et de l'augmentation des revenus fiscaux en 2010 (également à hauteur de 2,2 billions), à quoi s'ajoute la réserve prévue dans le budget initial. Cela permet de ne vendre aucune nouvelle obligation d'État, la première fois depuis 1999 qu'un budget supplémentaire ne génère pas de dette supplémentaire. Près des deux tiers des fonds débloqués par ce programme (3,1 billions de yens, soit 60,8 % du montant global) sont destinés aux économies locales, aux petites et moyennes entreprises et au bâtiment, tandis que 1,1 billions sont prévus pour des mesures sociales et d'aide à l'éducation des enfants et 87,2 milliards devront servir à sécuriser les importations en terres rares (menacées par la baisse des exportations chinoises). Le projet de budget supplémentaire est voté par la Chambre des représentants le 16 novembre 2010, ce qui implique d'ores et déjà son adoption sous trente jours, même si la Chambre des conseillers le rejette (le choix de la chambre basse à la majorité absolue ayant la prévalence pour les questions budgétaires).
Au niveau des mesures prévues, le budget supplémentaire s'oriente essentiellement vers la préservation de l'emploi (avec pour objectif de sauver ou de créer entre 450 000 et 500 000 emplois, avec la promotion du travail à durée déterminée dans le domaine des soins de santé par les gouvernements locaux, un programme pour aider les personnes récemment diplômées à entrer sur le marché du travail et l'assouplissement des conditions pour les employeurs de recevoir des subventions de l'État afin de préserver des emplois). Ce plan étend également les aides aux personnes qui élèvent des enfants par le biais de nouvelles prestations sociales, augmente les subventions publiques pour la rénovation et les travaux d'amélioration de l'efficacité énergétique des logements et prévoit de subventionner l'installation de panneaux solaires. Au total, le gouvernement estime que ce programme devrait générer 0,6 % de croissance du PIB supplémentaire. Il est formellement adopté par le Cabinet le 26 octobre 2010. C'est également dans l'objectif de lutter contre la déflation que la Banque du Japon renoue à partir du 5 octobre 2010 avec sa politique dite du « taux d'intérêt à 0 % » déjà menée de 1999 à 2006 et annonce débloquer un fonds de 5 billions de yens pour acheter des actifs des secteurs publics et privés.
Quoi qu'il en soit, après s'être stabilisé aux alentours de 85 yens le dollar pendant les deux dernières semaines de septembre, le taux de change de la monnaie japonaise par rapport à la devise américaine repart de nouveau à la baisse au début du mois d'octobre dans un contexte de risque de guerre des monnaies (avec des actions concurrentes de la part des États-Unis, de la Chine et de la Corée du Sud) : ce taux est de 82,75 ¥ pour 1 $ le 13 octobre, soit en dessous du record de 1995, et à 80,41 le 25 suivant. Naoto Kan réagit vivement à cette situation, affirmant que : « Le Japon ne toléra pas d'interventions excessives dans le marché international des taux de change », et s'en prend implicitement aux gouvernements chinois et sud-coréens, qu'il juge trop interventionnistes, en les appelant à respecter les règles définies au sein du G20 : « Il est contraire à la coopération mutuelle au sein du G20 que certains pays empêchent artificiellement la valeur de leurs monnaies de grimper ».
Le 13 décembre 2010, Naoto Kan approuve officiellement et présente le projet de réforme fiscale pour l'année 2011, préparé par l'équipe de réflexion qu'il avait formée dès son arrivée au pouvoir en juin et confiée à son ministre des Finances Yoshihiko Noda. La mesure phare est alors la réduction du taux de l'impôt sur les sociétés de 40,69 % (soit le niveau le plus élevé parmi les OCDE) à environ 35,5 % (soit une baisse de 4 points et demi au niveau de la fiscalité nationale et d'un demi point pour les impôts locaux). De plus, le taux réduit de cet impôt pour les PME doit être ramené de 18 à 15 %. Le but de cette mesure est encore une fois de lutter contre la déflation, promouvoir la croissance économique en soutenant l'investissement intérieur et améliorer la situation de l'emploi. Pour contrer le manque à gagner en revenus fiscaux généré (estimée à une hauteur de 1,5 billions de yens), le gouvernement espère sécuriser 650 milliards de yens par le biais de négociations entre le METI et les entreprises sur la révision de niches fiscales, et 260 milliards de yens par l'augmentation des droits de succession. Le PSD et le NPP, dont le PDJ a besoin pour faire passer sa réforme au sein d'une Diète divisée, ont exprimé leur opposition à la baisse de l'impôt sur les sociétés. Les autres mesures de cette réforme incluent l'introduction d'une taxe environnementale par le biais d'une augmentation progressive sur quatre ans des prix des énergies fossiles à partir d'octobre 2011 (devant passer par exemple pour le pétrole brut et autres produits pétroliers de 2 040 à 2 800 yens le kilolitre d'ici à avril 2015, ce qui rapporterait à l'État 35 milliards de yens dès la première année et à terme 240 milliards, tout en diminuant de 26 000 à 18 000 yens le kilolitre la taxe sur l'essence des avions afin de soutenir les compagnies aériennes en crise) et une plus forte taxation des plus fortunés (en plafonnant les déductions fiscales à l'impôt sur le revenu à 2,45 millions de yens pour ceux gagnant à l'année plus de 15 millions de yens, et à 1,25 million de yens pour les dirigeants d'entreprises remportant annuellement plus de 40 millions de yens, constituant 120 milliards de yens de revenus supplémentaires par an pour l'État). Le projet prévoit également d'accélérer la réflexion pour une révision plus vaste du système fiscal, et notamment sur le problème de la taxe à la consommation.

##### La crise diplomatique avec la Chine
Le 7 septembre 2010, un chalutier chinois heurte le bateau de patrouille japonais venu lui ordonner de quitter la zone des îles Senkaku (contrôlées par le Japon mais revendiquées par la Chine populaire sous le nom de Diàoyútái et par Taïwan, elles ont un rôle stratégique majeure en raison des importants gisements d'hydrocarbures situés dans ses eaux), avant de s'enfuir et de heurter un autre bateau japonais quarante minutes plus tard, selon les garde-côtes. La Chine exige alors la libération de l'équipage du bateau, arrêté pour l'enquête à Ishigaki, tandis que le gouvernement japonais déclare qu'il « va résoudre ce problème en se basant strictement sur [ses] lois ». Le ministère des Affaires étrangères chinois précise ensuite que cette enquête est « ridicule, illégale et invalide », et « si le Japon continue dans cette attitude imprudente, il goûtera à son propre fruit amer ». Le 13, l'équipage est relâché à l'exception du capitaine ; le ministère des Affaires étrangères chinois déclare : « Tout le peuple de Chine condamne d'une seule voie le comportement illégal du Japon, et incarne pleinement la volonté loyale du gouvernement chinois et du peuple de défendre la souveraineté nationale, et l'intégrité territoriale ». Le même jour, des activistes taïwanais tentent de manifester autour de l'archipel afin de montrer leur soutien aux revendications de leur pays sur ces îles. Le 19 septembre, à la suite de la prolongation de dix jours de la détention du capitaine, la Chine annonce la suspension de tous ses contacts à haut niveau avec le Japon : « La Chine demande que le Japon libère le capitaine immédiatement et sans conditions. Si le Japon agit délibérément en dépit des mises en garde, et insiste à faire une erreur après l'autre, la partie chinoise prendra de fortes mesures de représailles, et toutes les conséquences seront portées par la partie japonaise ». Des réunions de haut niveau sont alors annulées, ainsi que des voyages touristiques chinois au Japon et japonais en Chine, et les concerts du groupe japonais SMAP en octobre à l'Exposition universelle de 2010 à Shanghai. Et, le 23, quatre Japonais sont arrêtés en Chine, accusés d'avoir filmé des installations militaires dans la province du Hebei.
La nomination de Seiji Maehara au ministère des Affaires étrangères semble indiquer que Naoto Kan veut traiter la question avec fermeté (Maehara s'étant fait connaître par le passé pour ses déclarations sévères à l'égard de la république populaire de Chine). Mais le Japon, tout en réaffirmant sa souveraineté sur les îles Senkaku, adopte plutôt une attitude pragmatique et allant dans le sens de la conciliation. Ainsi, le 24 septembre, alors que son procès est prévu cinq jours plus tard, le capitaine chinois est relâché, tandis que le même jour la Chine décide de réduire fortement ses exportations de terres rares, minerais dont elle est le principal producteur mondial et dont le Japon est l'un des plus gros clients,. Les autorités judiciaires okinawaïennes déclarent alors : « Au vu des conséquences sur la population japonaise et sur les relations entre le Japon et la Chine, nous avons jugé inutile de continuer à détenir le capitaine. Cet incident résulte d'une action décidée sur le vif, alors que le capitaine tentait d'échapper au patrouilleur des garde-côtes. Ce n'était pas un acte prémédité ». Malgré cela, la Chine demande le lendemain des excuses et une compensation pour l'arrestation du capitaine au Japon, arguant qu'elle a « violé la souveraineté territoriale de la Chine et des droits humains de citoyens chinois ». Le Japon réplique en affirmant que « la demande d'une excuse et d'une compensation par les Chinois est infondée et totalement inacceptable », alors que les Américains se félicitent de la libération du capitaine. Le 27 septembre, c'est au tour du Japon de demander réparation pour les dommages occasionnés par le bateau chinois sur les patrouilleurs japonais. Trois jours plus tard, trois des quatre Japonais arrêtés en Chine sont relâchés.
Afin de résoudre ces disputes territoriales et réaffirmer l'importance de bonnes relations entre les deux pays, un entretien de quinze minutes est organisé au dernier moment entre Naoto Kan et son homologue chinois Wen Jiabao, en marge du sommet du dialogue Asie-Europe à Bruxelles le 4 octobre 2010. Si les deux hommes maintiennent la position officielle de leurs pays respectifs concernant la possession de ces îles, ils annoncent également que les contacts civils sino-japonais doivent reprendre rapidement et qu’il pourrait y avoir, à terme, des négociations bilatérales, organisées sur une base régulière. Il milite par la suite activement pour organiser une rencontre plus longue lors de la réunion de l'ASEAN Plus Trois (tenue entre les membres de l'ASEAN et le Japon, la Chine et la Corée du Sud) en marge du sommet de Hanoï de cette organisation régionale de l'Asie du Sud-Est du 28 au 31 octobre 2010. Toutefois, le gouvernement chinois annonce le 29 octobre refuser ce face à face, invoquant la position jugée trop offensive du ministre des Affaires étrangères Seiji Maehara et une intervention de la secrétaire d'État américaine Hillary Clinton, qui a déclaré que la question du contrôle japonais des îles Senkaku faisait partie des champs d'action du traité de sécurité nippo-américain. Kan et Wen se parlent toutefois dans un court entretien de dix minutes le lendemain. Dans le cadre du sommet de l'APEC de Yokohama des 13 et 14 novembre 2010, Naoto Kan rencontre le président chinois Hu Jintao pendant 22 minutes, menant ainsi la première discussion bilatérale officielle entre les deux États depuis le début de la crise diplomatique. Les deux hommes affirment leur volonté de faciliter le retour à une relation plus stable, tandis que la Chine assure le Japon d'un retour à un approvisionnement normal en terres rares ou qu'il continuerait à respecter l'accord de 2008 concernant l'exploitation commune du champ de gaz de Chunxiao-Shirakaba en mer de Chine orientale.
À côté de ces tentatives d'amélioration des relations, Naoto Kan prend plusieurs positions en faveur du renforcement du respect des droits de l'Homme en Chine en octobre 2010. En effet, il salue l'attribution du prix Nobel de la paix au dissident Chinois emprisonné Liu Xiaobo le 8 octobre, et déclare à ce titre que les droits de l'Homme : « sont universels ». Le 14 octobre, il lance un appel officiel à sa libération.
Ce mélange de main tendue et de fermeté pousse l'opposition à parler de « manque de vision » et d'« incohérence » en matière de politique étrangère de Naoto Kan. Les attaques du PLD en la matière se font encore plus violentes après la visite du président russe Dmitri Medvedev aux îles Kouriles (revendiquées par le Japon) le 1er novembre 2010, une première pour un chef d'État russe depuis 1945. Le député Masaaki Taira interpelle ainsi le Premier ministre lors d'une séance de la Commission du budget de la Chambre des représentants : « Non seulement la Chine, mais également la Russie ne prennent pas le Japon au sérieux. N'est-il pas vrai que d'autres Nations considèrent que ce gouvernement n'est pas réellement concerné par la défense nationale et du territoire ? » Ce à quoi Naoto Kan a répondu en refusant d'imputer la situation à tout échec diplomatique de son administration, mettant en avant que sa majorité n'est au pouvoir que depuis un an. : « C'est une vision bancale que de rechercher des causes [aux tensions] dans la manière de gérer le gouvernement après une alternance. Après l'émergence de la Russie à la suite de l'éclatement de l'ancienne Union soviétique, son énergie qui était auparavant dirigée vers l'Ouest a commencé à se tourner en direction de l'Est et elle a commencé à redoubler d'efforts pour construire des infrastructures en Extrême Orient. Je pense que de tels facteurs entrent en jeu ». Quoi qu'il en soit, les analystes considèrent que cette crise diplomatique est en grande partie responsable de la perte du 5e district électoral de Hokkaidō lors d'une élection législative partielle du 24 octobre 2010 (qui s'explique également par une campagne active du candidat libéral-démocrate, l'ancien député de la circonscription jusqu'en 2009 Nobutaka Machimura, sur le thème des affaires politico-financières qui ont touché Ichirō Ozawa, Yukio Hatoyama et qui ont poussé à la démission la représentante sortante du PDJ dans ce district, et le fait que le nouveau candidat démocrate est relativement inconnu). Elle est également vue comme l'un des principaux facteurs (avec d'autres causes plus politiques, comme le refus d'Ichirō Ozawa de venir témoigner sous serment devant la commission d'éthique de la Chambre des représentants malgré la pression exercée par Kan ou Katsuya Okada, ou encore la démission forcée après un dérapage verbal du ministre de la Justice Minoru Yanagida le 22 novembre) du retour à la baisse de la popularité du gouvernement (qui retombe à 32,7 % de satisfaits dans un sondage de l'agence Kyodo News publié le 7 novembre 2010, soit 14,9 points de moins que le mois précédent, tandis que les mécontentements passent de 36,6 % à 48,6 % dans la même étude, le taux de soutien du Cabinet ne cesse par la suite de chuter, s'établissant à 24 % contre 56 % d'insatisfaits selon le Mainichi Shimbun en décembre 2010),. Deux des ministres de Naoto Kan (son secrétaire général du Cabinet Yoshito Sengoku, qui a été très actif dans la crise diplomatique avec la Chine, et le ministre des Transports Sumio Mabuchi) font l'objet le 26 novembre 2010 d'une motion de censure (non contraignante, car votée par la seule Chambre des conseillers contrôlée par l'opposition) déposée par le PLD pour critiquer leur gestion du dossier de la collision, renforçant la pression politique exercée sur le gouvernement Kan tandis que les libéraux-démocrates menacent de boycotter toutes les séances à la Diète où Sengoku et Mabuchi seraient présents tant qu'ils n'auraient pas démissionné.

##### Recherche de nouveaux partenaires et libre-échangisme

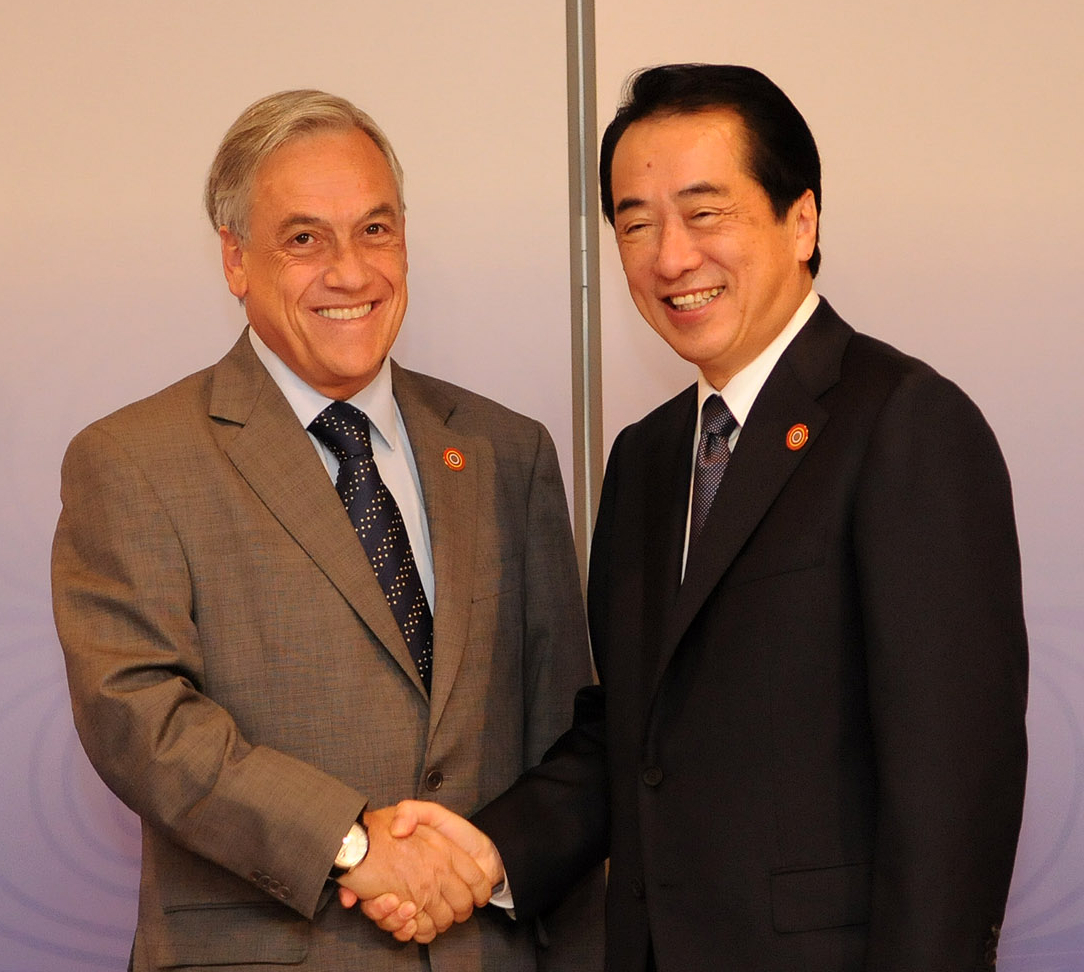
Naoto Kan et le président chilien Sebastián Piñera le 13 novembre 2010

Confronté au tarissement des importations de terres rares venant de Chine, le chef du gouvernement japonais s'attache à trouver de nouvelles relations bilatérales afin de pallier les effets de la tension avec cette dernière. À chaque fois il s'agit de trouver des sources d'approvisionnement en matières premières en échange de partenariats technologiques renforcés, notamment dans le domaine du nucléaire civil. Ainsi, le 2 octobre 2010, il s'accorde avec le Premier ministre mongol Sükhbaataryn Batbold pour obtenir la priorité des exportations de terres rares de ce pays d'Asie centrale en échange d'aides technologiques du Japon pour la recherche de métaux. Il se tourne également vers le Viêt Nam lors des rencontres de l'ASEAN Plus Trois d'octobre 2010. En échange de nouveaux partenariats entre entreprises japonaises et vietnamiennes pour l'extraction et l'exportation de minéraux vers l'archipel nippon, il est également décidé à cette occasion que le Japon rejoindrait le projet de construction de la première centrale nucléaire du Viêt Nam, dans la province du Ninh Thuận (les Japonais obtiennent le contrat pour l'édification de deux réacteurs, rejoignant les Russes qui eux-mêmes ont signé pour deux réacteurs en décembre 2009). Dans le même temps, un rapprochement s'opère aussi avec l'Inde. Kan approuve avec Manmohan Singh, en visite officielle à Tokyo à la fin du mois d'octobre 2010, le projet de traité de libre-échange finalisé par les deux gouvernements le mois précédent après trois ans de négociations, tandis que le Premier ministre indien promet dans le même temps un approvisionnement en terres rares en échange d'aides technologiques japonaises dans le domaine du nucléaire civil. Les deux hommes s'accordent de plus pour adopter des positions communes à l'égard de la république populaire de Chine, avec laquelle l'Inde a également des conflits territoriaux. Dans le même but, l'administration de Naoto Kan s'oriente aussi vers des pays africains tels que le Botswana.
Cette tendance à trouver de nouveaux partenaires commerciaux pousse finalement Naoto Kan à prendre une posture résolument libre-échangiste. Il a notamment affirmé sa volonté de lancer ou relancer plusieurs projets, notamment d'un accord de partenariat économique (APE) avec l'Union européenne lors d'une rencontre avec le président du Conseil européen Herman Van Rompuy en marge du G20 de Séoul le 12 décembre 2010, ou de discussions de libre-échange avec la Corée du Sud à l'occasion d'une réunion bilatérale avec le président Lee Myung-bak (qui lui aussi mène une politique d'ouverture des marchés de son pays). Président de l'APEC pour 2010 (et donc organisateur du sommet annuel de cette organisation devant se tenir les 13 et 14 novembre à Yokohama), il annonce vouloir poser officiellement lors de ce sommet la candidature du Japon pour intégrer l'Accord de partenariat économique stratégique transpacifique, ou Trans-Pacific Partnership (TPP), qui prévoit d'éliminer toutes les barrières douanières existantes entre ses membres d'ici dix ans. Ce choix soulève toutefois de vives inquiétudes de la part des agriculteurs, qui disposent d'un poids électoral et d'une influence politique certaine (environ 3 000 d'entre eux manifestent à Tokyo le 10 novembre 2010), et de certains membres de la majorité, tandis que Naoto Kan propose en contrepartie de coupler cette libéralisation du marché des échanges japonais avec une réforme profonde de l'agriculture. Face à ces oppositions, il a finalement repoussé sa décision finale sur le fait de joindre ou non le Japon à la table des négociations pour entrer dans le TPP pour juin 2011. Quoi qu'il en soit il participe en tant qu'observateur à la réunion entre pays membres et candidats au TPP tenue en marge du sommet de l'APEC le 14 novembre 2010. Le même jour, il présente la « Vision de Yokohama » qui réunit les conclusions du sommet et qui prévoit d'engager notamment une réflexion en vue de l'établissement d'ici 2020 d'une zone de libre-échange de l'Asie-Pacifique (une proposition américaine) : « Nous réaliserons des avancées concrètes vers la réalisation d'une zone de libre-échange de l'Asie-Pacifique (FTAAP), lequel est un instrument majeur pour le calendrier en faveur d'une plus grande intégration économique régionale de l'APEC. Un FTAAP doit être recherché comme un accord de libre-échange complet en développant et en s'appuyant sur les cadres régionaux déjà mis en œuvre, tels que l'ASEAN+3, l'ASEAN+6 et le Partenariat trans-Pacifique, entre autres ».

##### Une amélioration des relations avec les États-Unis

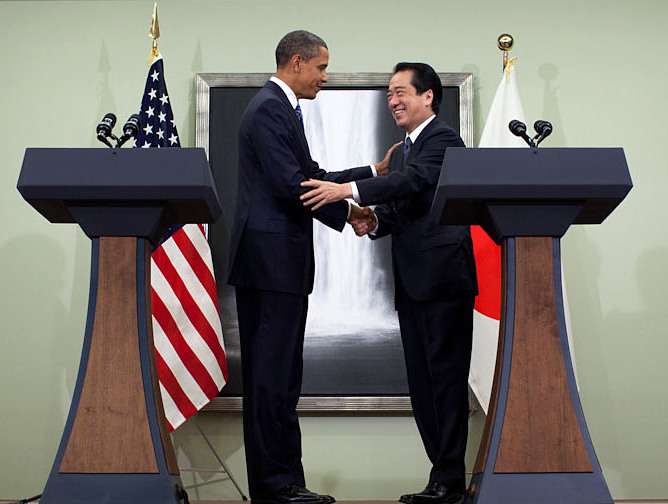
Rencontre du 13 novembre 2010 entre le président fédéral des États-Unis, Barack Obama, et le Premier ministre du Japon, Naoto Kan.

Alors que les relations du précédent gouvernement japonais étaient plutôt tendues avec l'administration Obama (en raison de l'affaire du déménagement de la base de Futenma) et plus normales avec Pékin, l'inverse semble alors se produire avec le Cabinet de Naoto Kan qui au contraire se rapproche de Washington en raison de nouveaux intérêts communs. En effet, tous deux militent en faveur d'une évolution vers un abaissement des barrières douanières dans la région Asie-Pacifique ou se retrouvent dans les discussions du G20 sur les questions touchant au Forex, au niveau bas du yuan chinois et le risque de guerre des monnaies. Le 13 novembre 2010, lors d'une rencontre bilatérale au premier jour du sommet de l'APEC de Yokohama avec le président américain, ce dernier déclare soutenir non seulement l'initiative de Kan concernant le TPP, mais également la candidature du Japon pour rejoindre les membres permanents du Conseil de sécurité des Nations unies ainsi que la position de l'archipel dans ses conflits territoriaux avec la Chine et la Russie,. Les deux dirigeants se mettent d'accord à la même occasion pour ouvrir des pourparlers de haut niveau sur les énergies et les ressources du Dialogue sur la politique d'énergie propre lancé entre les deux États.
Ce rapprochement entre les deux pays se fait d'autant plus sentir après le bombardement de l'île sud-coréenne de Yeonpyeong par la Corée du Nord le 23 novembre 2010, Naoto Kan autant que l'administration Obama condamnant fermement l'attaque et soutenant Séoul. Le jour même, il fait augmenter le niveau d'alerte au Japon, ordonne à ses ministres de rester à Tokyo pour se préparer à « toute éventualité » et, dans un appel échangé avec Barack Obama, appelle à des représailles militaires immédiates et à inclure une discussion sur le sujet lors de la réunion ordinaire du jour du Conseil de sécurité des Nations unies. Il déclare en plus le 29 novembre suivant : « Attaquer aveuglément des civils est un acte barbare qui ne peut être toléré. Nous coopérons avec la Corée du Sud, ainsi qu'avec les États-Unis, et nous trois contrerons fermement les actions irréfléchies et scandaleuses de la Corée du Nord ». Le 6 décembre 2010, son ministre des Affaires étrangères Seiji Maehara rencontre la secrétaire d'État américaine Hillary Clinton et le chef de la diplomatie sud-coréenne Kim Sung-hwan dans le cadre d'un sommet trilatéral à Washington pour discuter du bombardement et du programme nucléaire de la Corée du Nord. Lors de cette rencontre, les trois ministres ont « fortement condamné » l'attaque nord-coréenne et ont appelé Pyongyang à « cesser son comportement provocateur », posant cette condition à toute reprise des pourparlers à six par exemple. Le Japon a de plus dit espérer voir la république populaire de Chine remplir un « plus grand rôle » dans la gestion du dossier nord-coréen et qu'il est nécessaire que cette dernière ainsi que la Russie soient impliquées dans la dénucléarisation de la péninsule coréenne.
Dans ce contexte, Naoto Kan réaffirme la nécessité de la coopération nippo-américaine en matière de sécurité. Le 3 décembre 2010, des manœuvres militaires conjointes des deux États, déjà programmées avant le bombardement nord-coréen, ont lieu autour des îles de Shikoku, Kyūshū et Okinawa, mobilisant 400 avions, une soixantaine de bateaux de guerre dont le porte-avions américain USS George Washington, quelque 44 000 soldats (34 000 des Forces d'autodéfense et 10 000 américains) et comprenant des exercices de tirs anti-missiles centrés sur le système de combat Aegis. De plus, alors que le gouvernement japonais négociait depuis plusieurs mois pour réduire le montant du « budget de sympathie » (思いやり予算, Omoiyari Yosan, nom donné à l'argent fourni par le gouvernement japonais pour financer les forces américaines stationnées au Japon), Tokyo accepte finalement le 14 décembre 2010 qu'il reste pour la période allant d'avril 2011 à mars 2016 au même niveau environ que les fonds débloqués entre 2006 et 2011, soit 188 milliards de yens sur cinq ans (environ 1,7 milliard d'euros). Le nouveau programme quinquennal de la stratégie de défense nationale, présenté au public le 17 décembre, prévoit une réorganisation qui se concentre avant tout vers les menaces supposées de la Corée du Nord mais aussi de la Chine. Il inclut un plan de réduction sur cinq ans du personnel de la Force terrestre d'autodéfense, afin de passer de 155 000 à 154 000 personnes (cette baisse d'effectifs ne doit toucher que les soldats réguliers). La répartition de ces troupes est également remaniée afin de mieux répondre aux nouveaux enjeux géostratégiques de la région : il s'agit essentiellement de réduire le nombre de soldats à Hokkaidō (qui a perdu son rôle défensif depuis la fin de la Guerre froide) et le renforcement des unités dans les îles Nansei (afin de renforcer la surveillance des activités militaires chinoises dans la mer de Chine orientale). Cela permet d'établir l'enveloppe générale pour la défense des années fiscales 2011 à 2015 à 23,49 billions de yens (environ 210 milliards d'euros), soit une baisse de 3,1 % par rapport aux 24,24 billions qui avaient été débloqués dans le précédent programme de 2005 à 2010. Et alors que le précédent gouvernement avait décidé le 17 décembre 2009 de ne pas allouer de budget nécessaire pour l'année fiscale 2010 à l'implantation de missiles surface-air MIM-104 Patriot Advanced Capability 3 (PAC-3) dans trois bases supplémentaires au Japon d'ici à 5 ans (dans le cadre du bouclier antimissile développé conjointement avec les États-Unis et qui prévoit d'ici à 2014 que 11 bases japonaises soient équipées de ce type de missile), le nouveau programme quinquennal préparé par l'administration Kan envisage de faire passer le nombre de ces bases de trois à six en cinq ans et d'équiper l'ensemble de ses six destroyers Aegis de ce type de missile contre seulement quatre en 2010. Tokyo envisage également de porter le nombre de ses sous-marins de 18 à 22 d'ici à 2016. De plus, Naoto Kan se rend pour la première fois le 17 décembre 2010 sur l'île d'Okinawa afin de convaincre la population locale du bien-fondé de l'accord signé en mai précédent pour le déménagement de la base américaine de Futenma, offrant ses excuses pour l'échec de la majorité d'obtenir le départ des troupes américaines hors de la préfecture comme initialement prévu et proposant des contreparties financières. Toutefois, le gouverneur d'Okinawa, Hirokazu Nakaima, récemment réélu sur un programme anti-base, renouvelle son opposition à cet accord.

##### Une session de la Diète sans grandes réformes?
Le 3 décembre 2010, la session extraordinaire de la Diète ouverte en octobre précédent est close. Les analystes politiques et médias s'accordent pour dire que cette session, du fait notamment du contrôle par l'opposition de la Chambre des conseillers et l'absence d'une majorité des deux-tiers à la Chambre des représentants qui aurait permis au gouvernement de passer outre à la chambre haute, n'a passé aucun texte important. S'il a réussi à faire voter son budget supplémentaire pour l'année 2010, Naoto Kan a dû renoncer à faire voter lors de cette session plusieurs projets de loi parfois en attente depuis l'époque du gouvernement Yukio Hatoyama (comme la réforme postale) ou d'autres qu'il avait lui-même personnellement initiés (comme la ratification de l'accord passé avec la Corée du Sud pour la restitution à cette dernière de documents historiques). À ceci s'ajoutent les divisions internes au sein du Parti démocrate sur la question de revenir ou non sur certains points du programme de 2009 et sur le sort à réserver à Ichirō Ozawa, les problèmes diplomatiques, la motion de censure votée par les conseillers contre deux ministres et la démission forcée d'un troisième, la déflation ainsi que l'impopularité grandissante du Premier ministre et de son Cabinet.

#### Affirmation de nouvelles priorités et risques de démission?

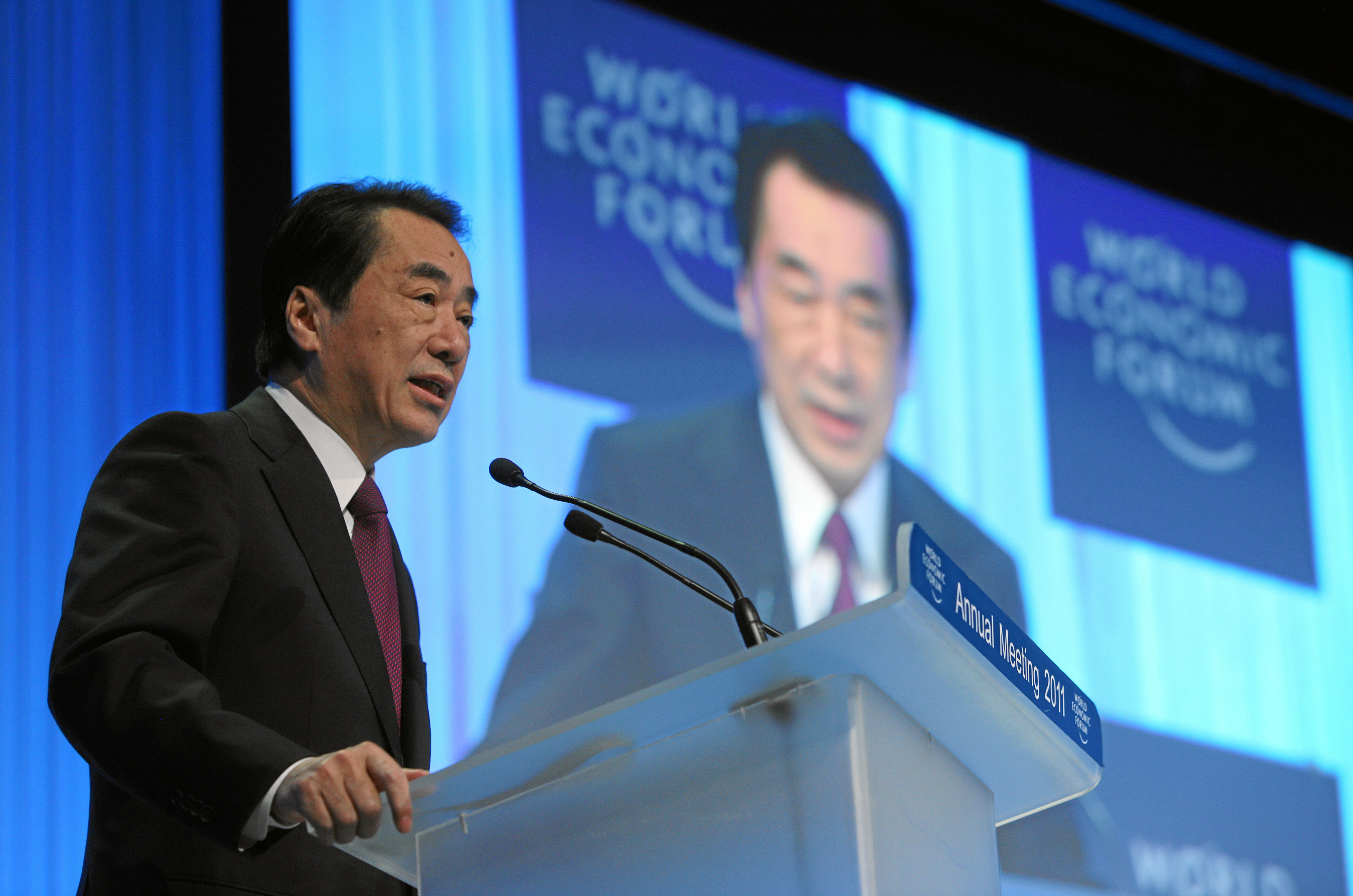
Naoto Kan au World Economic Forum Annual Meeting de Davos, en Suisse, en janvier 2011.

##### Les «trois principes pour construire la Nation» et remaniement
Dans son message de vœu pour la Nouvelle année le 1er janvier 2011, Naoto Kan définit les trois priorités sur lesquelles il veut se concentrer et mener à bien par la suite, en confirmant notamment plusieurs des propositions qu'il avait sous-entendues par le passé et qui avaient fait polémiques. Il précise à nouveau ces trois axes dans une conférence de presse donnée trois jours plus tard puis dans son discours d'ouverture de la 177e session de la Diète le 24 janvier. Ces « trois principes pour construire la Nation » tels que présentés par Kan sont : « l'ouverture du XXIe siècle du Japon » (comparée aux précédentes périodes d'ouvertures économiques du Japon sur le monde, à l'époque de l'ère Meiji puis à la suite de la Seconde Guerre mondiale, il s'agit de mener une politique libre-échangiste visant à signer de nouveaux accords commerciaux, tout particulièrement le TPP, et à abaisser les barrières douanières tout en réformant l'agriculture), « réaliser une société avec une minimum de malheur » (prévoyant la lutte contre le chômage et le renforcement du système de sécurité sociale passant par une réforme de la fiscalité et tout particulièrement de la taxe sur la consommation) et « des politiques qui rectifient les absurdités » (avec la reprise des thèmes traditionnels du PDJ en faveur de la lutte contre la bureaucratie et de ses dysfonctionnements, pour une plus grande transparence de l'action publique et la lutte contre la corruption). Il se donne notamment jusqu'à juin 2011 pour que le Cabinet présente son agenda officiel concernant deux des projets phares de ce nouveau discours : la candidature à l'entrée au sein du TPP (le délai de juin a été reporté par le gouvernement pour se concentrer sur la gestion des effets la catastrophe du 11 mars et sur les efforts de reconstruction) et la réforme fiscale.
Afin de symboliser ce changement d'objectifs, Naoto Kan opère le 14 janvier 2011 à un deuxième remaniement de son gouvernement. Si l'essentiel de son administration reste en place (dix sur dix-sept sont maintenus à leur poste et deux changent d'affectation), plusieurs nominations sont remarquées dont surtout Kaoru Yosano, ancien ministre à la Politique économique, financière et fiscale de Jun'ichirō Koizumi, Yasuo Fukuda puis Tarō Asō (dont il fut également le ministre des Finances avant la victoire du PDJ en 2009), conservateur fiscal connu pour être un ferme partisan de la hausse de la taxe sur la consommation. Devenu ministre d'État à la Politique économique et fiscale ainsi qu'à l'Égalité des sexes dans le gouvernement Kan, il a quitté la veille le parti d'opposition Tachiagare Nippon qu'il coprésidait et avait contribué à fonder en avril 2010 avec Takeo Hiranuma à la suite de sa dissidence du PLD. De même, le ministre sortant de l'Économie, du Commerce et de l'Industrie Akihiro Ōhata, qui s'était prononcé contre la candidature du Japon à l'adhésion au TPP, est déplacé au ministère du Territoire et remplacé par le plus libre-échangiste Banri Kaieda. Parmi les autres modifications majeures figurent l'arrivée au ministère de la Justice de Satsuki Eda, allié de longue date de Naoto Kan et opposant historique à la peine de mort, tandis que le départ du gouvernement des deux ministres qui avaient été frappés par la motion de censure de la Chambre des conseillers, le secrétaire général du Cabinet Yoshito Sengoku (qui obtient en échange la présidence déléguée du PDJ, et est remplacé par un autre membre de sa faction, Yukio Edano) et le ministre du Territoire Sumio Mabuchi, témoignent d'une volonté d'ouvrir la session ordinaire du début 2011 dans un contexte plus conciliant à l'égard de l'opposition, afin de tenter de faciliter l'adoption du budget pour l'année fiscale 2011 et des projets de loi qui y sont liés.

##### Résoudre le problème Ozawa
Après des mois de refus, Ichirō Ozawa finit par accepter le 28 décembre 2010 de venir témoigner sans serment devant la commission d'éthique de la Chambre des représentants dès l'ouverture de la session ordinaire en janvier 2011, si les partis d'opposition faisaient de cette comparution une condition à leur coopération pour le vote du budget 2011, et sinon dès que ce dernier serait voté. Par la suite Naoto Kan, secondé par le secrétaire général du PDJ Katsuya Okada, tente de pousser Ozawa, qui se montre de plus en plus réticent à honorer cette promesse, à s'exécuter le plus tôt possible, surtout après sa mise en examen pour violation de la loi de contrôle des fonds politiques le 31 janvier 2011. La ligne de la direction du parti à l'égard de son ancien dirigeant se montre alors de plus en plus ferme. Malgré la menace faite le 17 février par 16 députés fidèles d'Ozawa de quitter le Parti démocrate et de s'opposer au vote du budget ou au processus d'augmentation de la taxe sur la consommation, le bureau du mouvement décide le 22 février 2011 de suspendre Ichirō Ozawa de son statut de militant tant que son procès (qui doit s'ouvrir d'ici à septembre 2011) ne serait pas terminé.

##### Difficultés pour faire adopter le budget 2011 et risque de dissolution
Le remaniement du gouvernement n'a pas apaisé l'opposition. Le PLD appelle à l'organisation d'élections anticipées, tandis que le PSD ainsi que le Nouveau Kōmeitō disent vouloir voter contre le projet de budget (qui peut toutefois être adopté à la Chambre des représentants par une majorité simple, que le PDJ détient, même si la Chambre des conseillers l'a rejeté) mais surtout contre deux projets de lois indispensables pour l'application de cette loi de finances (le premier concernant l'émission de nouvelles obligations d'État et le second, la réorganisation de la fiscalité décidée en décembre 2010, telle que la baisse de l'impôt sur les sociétés et la hausse de l'impôt sur les revenus pour les tranches supérieures). Or, ces deux derniers textes ne peuvent être passés en force par la chambre basse après un refus de la chambre haute qu'avec une majorité des deux-tiers que le PDJ ne peut atteindre avec le seul soutien du NPP. Devant cette absence d'alternative, et la fronde de 16 parlementaires pro-Ozawa, Naoto Kan sous-entend le 22 février 2011 qu'il risque de n'avoir bientôt d'autre solution que de dissoudre la Chambre des représentants et d'appeler à des élections anticipées.
Malgré ces incertitudes et les appels de l'opposition en faveur d'une dissolution, la majorité lance le processus d'adoption parlementaire du projet de budget pour 2011 et des autres textes associés. Le budget est ainsi adopté par la Chambre des représentants le 1er mars 2011 (et donc sûr d'être acté dans un délai de 30 jours, la Constitution donnant en la matière la primauté au choix de la majorité absolue de la chambre basse), par 295 voix pour et 158 contre (les 16 « rebelles » pro-Ozawa ne se sont pas déplacés pour le vote),. Toutefois, la loi autorisant l'émission des obligations finançant ce budget (qui elle doit être acceptée par les deux assemblées, faute d'une majorité suffisante des deux tiers à la chambre basse) n'est adoptée que quatre mois après le début de l'année fiscale à la suite d'un accord finalement trouvé avec le PLD et le Nouveau Kōmeitō (en échange de retraits de certains promesses électorales du PDJ prévues dans le budget 2011, comme l'extension de l'aide à l'éducation des enfants), n'étant votée par la Chambre des représentants que le 11 août 2011 et par la Chambre des conseillers le 26 août suivant.

#### L'après tsunami du 11 mars 2011
Mais les orientations et difficultés du gouvernement Kan sont totalement redéfinies par le séisme de la côte Pacifique du Tōhoku du 11 mars 2011 (tsunami de la côte nord-est de Honshū et accident nucléaire de Fukushima).

##### Organisation de crise

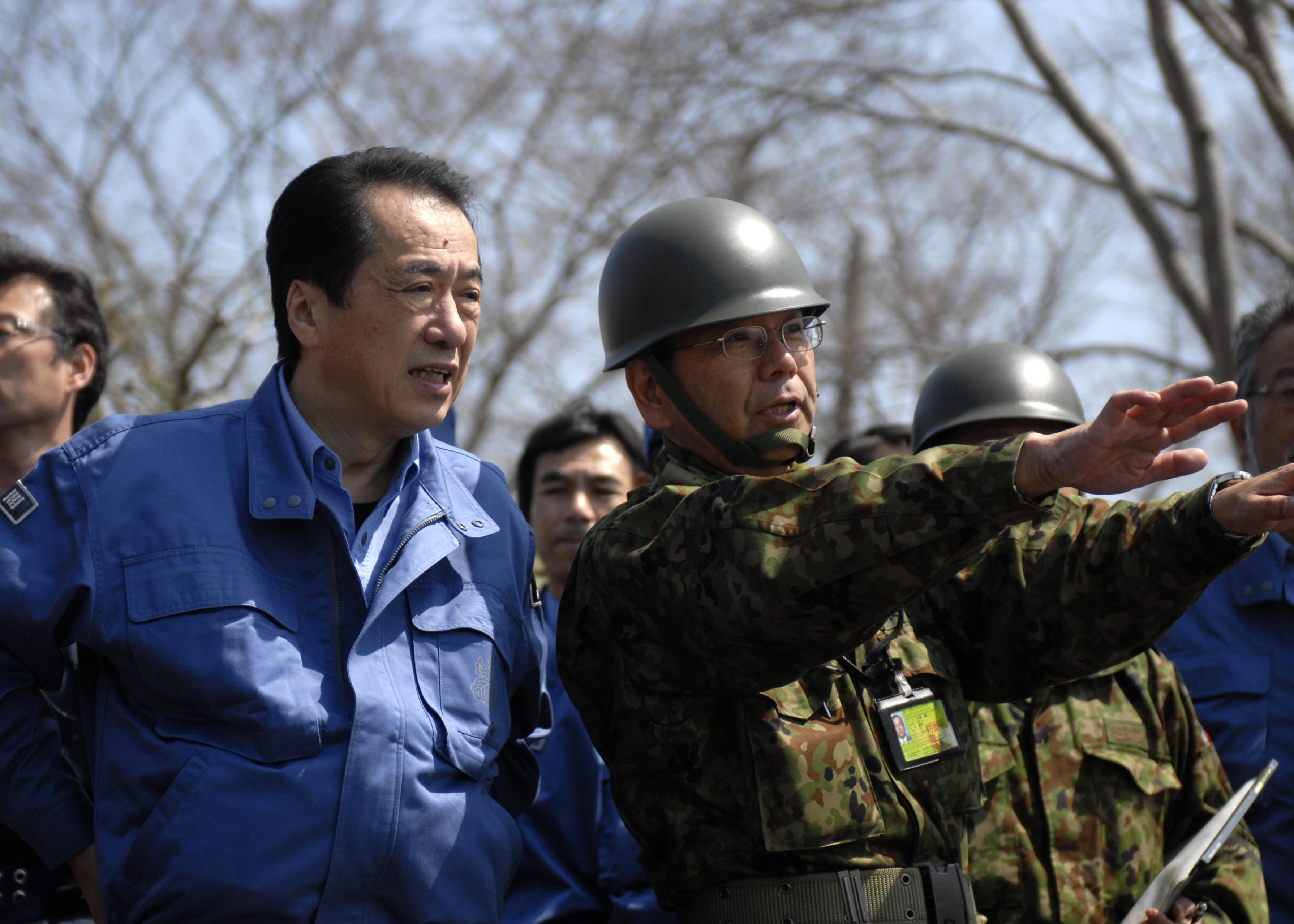
Naoto Kan en visite à Ishinomaki le 10 avril 2011

Naoto Kan fait mobiliser dès le 11 mars 2011 une partie des navires des FAD, et une cellule de crise est mise en place. Le gouverneur de la préfecture de Miyagi demande le même jour que les forces terrestres d'autodéfense soient aussi mobilisées. En raison de problèmes de communication entre le gouvernement et la Tokyo Electric Power Company (TEPCO) qui gère les centrales de Fukushima, le Premier ministre annonce la mise en place d'un quartier général commun le 15 mars.
Il réorganise également son équipe en vue de la gestion des événements. L'ancien secrétaire général du Cabinet et nouveau président délégué du PDJ Yoshito Sengoku est rappelé au gouvernement le 17 mars pour venir renforcer l'équipe s'occupant des conséquences du séisme, devenant l'un des trois secrétaires généraux adjoints. L'autre personnalité qui avait également fait les frais du remaniement du 14 janvier précédent, l'ancien ministre du Territoire Sumio Mabuchi, revient également le 26 mars 2011 comme conseiller spécial auprès du Premier ministre, où il côtoie désormais également Hirohisa Fujii (qui a abandonné sa fonction de secrétaire général adjoint du Cabinet pour celle-ci le 17 mars) et l'ancienne sociale-démocrate Kiyomi Tsujimoto (nommée le 13 mars 2011).
Le secrétaire général du Cabinet Yukio Edano apparaît régulièrement dans les médias ou via Twitter pour communiquer sur la situation, Naoto Kan n'intervenant pas publiquement, pour sa part, pendant la semaine du 18 au 25 mars. Le chef du gouvernement se fait remarquer de son côté en survolant, dès le lendemain de la catastrophe le 12 mars, la centrale nucléaire de Fukushima Daiichi, puis se rend pour la première fois dans les zones sinistrées le 2 avril suivant.
Le 20 juin 2011, la loi fondamentale pour la reconstruction de la région du Tōhoku est adoptée pour définir le cadre des politiques à mener en la matière, avec la création d'une Agence gouvernementale à la Reconstruction. Cela aboutit à la nomination la semaine suivante de Ryū Matsumoto (jusque-là ministre de l'Environnement, portefeuille revenant à Satsuki Eda qui le cumule avec celui de la Justice) au poste de ministre d'État à la gestion des catastrophes, tandis que Gōshi Hosono (auparavant conseiller auprès du Premier ministre au sujet de l'accident de Fukushima) entre le même jour au Cabinet en tant que ministre d'État chargé de l'Accident nucléaire (poste nouvellement créé), à la Promotion de la conservation de l'électricité (secteur instauré le 13 mars précédent), à la Consommation et à la Sécurité alimentaire (ces trois derniers portefeuilles ayant appartenu jusque-là à Renhō qui remplace Hosono comme conseillère spéciale auprès de Naoto Kan). Le Premier ministre fait également entrer, toujours le 27 juin 2011, dans l'équipe de ses collaborateurs directs un autre poids lourd de sa majorité, le président du NPP, Shizuka Kamei, à la place de Sumio Mabuchi.

##### Appel à un gouvernement d'union nationale
Naoto Kan tente également de coordonner les actions de la majorité et de l'opposition pour l'effort de reconstruction, proposant notamment de confier un portefeuille chargé de cette question ainsi que le titre de vice-Premier ministre au président du PLD Sadakazu Tanigaki. Si celui-ci annonce le 13 mars que des discussions ont débuté entre son mouvement et le PDJ en vue de l'adoption d'un budget supplémentaire pour financer les mesures d'urgences, il rejette le 19 mars (tout comme le font le même jour d'autres partis d'opposition) son entrée au Cabinet.
L'idée d'une coalition réunissant les partis de l'opposition et de la majorité est rediscutée au début du mois d'avril, mais Sadakazu Tanigaki demande comme prérequis la démission du Premier ministre.

##### Financements de la reconstruction
Un plan de relance équivalent à 1 % à 2 % du PIB du pays est envisagé dès les premiers jours suivant le séisme, contre 0,6 % pour celui de Kobe en 1995. La Banque mondiale estime que la durée de reconstruction devrait s'étaler sur cinq ans et coûter entre 123 et 235 milliards de dollars américains soit 2,5 à 4 % du produit intérieur brut. Le gouvernement de Naoto Kan annonce le 26 mars 2011 vouloir couvrir la plupart des dépenses de la reconstruction devant échoir aux collectivités locales. Il qualifie le séisme et ses effets de « désastre à grande échelle », ce qui selon la loi japonaise impose à l'État de couvrir 90 % des coûts de la reconstruction des ports et des routes. Il annonce par ailleurs la couverture à 80 % de la reconstruction des hôpitaux publics et des réseaux de distribution d'eau, mesure qui n'est pas prévue par la loi sur les désastres, et que les obligations émises par les collectivités locales pour couvrir le coût des reconstructions seraient financées par le gouvernement à 95 % sous forme de redistribution d'impôts. Un prêt de 17,4 milliards d’euros est aussi débloqué par le gouvernement et trois banques privées japonaises pour aider la compagnie d’électricité TEPCO à reconstruire ses centrales touchées par le séisme ainsi que les coûts pour la fermeture de sa centrale de Fukushima-Daiichi.
La modalité de la levée des financements par l'État pose problème. L'émission d'emprunts d'État par le Japon et le rachat de ceux-ci par la Banque du Japon, solution déjà employée dans les années 1930 pour sortir le Japon de la crise économique, est rejetée par le gouverneur de celle-ci, Masaaki Shirakawa. L'opération, autorisée sous certaines conditions par la Diète, saperait selon lui la confiance des marchés pour le yen et provoquerait à terme une hausse de l'inflation. La levée d'impôts supplémentaires est rejetée par plusieurs parlementaires de la majorité comme de l'opposition par crainte, en période de déflation, d'une baisse de la consommation. À la place, certaines mesures promises dans le budget 2011 ou les promesses électorales de 2009, comme la baisse de l'impôt sur les sociétés, la gratuité des autoroutes, ou l'extension des aides à l'éducation des enfants sont remises en question. Dans le budget pour l'année 2011 (finalement adopté le 29 mars malgré le vote négatif, comme prévu, de la Chambre des conseillers), une enveloppe de 1,160 billions de yens est prévue pour financer la reconstruction, et le gouvernement de Naoto Kan travaille alors sur un premier programme de 2 billions de yens.
Ce premier budget supplémentaire atteint finalement 4,015 billions de yens (49,31 milliards de dollars américains), financé sans la vente d'obligations supplémentaires mais par l'utilisation de fonds initialement prévus pour d'autres dépenses (comme l'augmentation de l'allocation d'aide à l'éducation des enfants jusqu'au collège, remise à plus tard). Il est adopté le 30 avril 2011 par la Chambre des représentants et le 2 mai suivant par la Chambre des conseillers, avec le soutien de l'opposition. Il comprend 1,2 billion de yens pour la réparation et la réhabilitation des infrastructures (routes, ponts, ports) détruites ou endommagées par le séisme et ses conséquences, 510 milliards en soutien financier pour les PME des zones sinistrées, 362,6 milliards pour la construction de 70 000 logements temporaires pour les survivants et 351,9 milliards pour l'enlèvement des débris. Par la suite, le gouvernement s'est engagé dans la préparation d'une loi fondamentale fixant un plan général pour la reconstruction (adoptée le 20 juin) et d'un second budget extraordinaire. Plus modeste que le précédent (1,9988 billions de yens, ou 25,5 milliards de dollars américains), il est voté par les députés le 20 juillet et par les conseillers cinq jours plus tard, réussissant une nouvelle fois à échapper à de nouvelles émissions d'obligations d'État pour être financé. Dans le même temps, l'administration Kan affirme sa volonté de continuer sa réflexion sur la réforme fiscale et de la sécurité sociale.

##### Poursuite de la réforme fiscale et de la sécurité sociale
Après s'être accordé un délai supplémentaire au-delà de la date butoir du 20 juin qu'il s'était initialement fixée, Naoto Kan présente officiellement le 30 juin 2011 le projet de réforme de la fiscalité et de la sécurité sociale finalement adopté par son gouvernement. Il prévoit surtout un doublement par étapes du taux de la taxe sur la consommation d'ici au milieu des années 2010 (fixé entre 2014 et 2016, à la condition que l'« économie s'améliore »). S'y ajoutent une hausse du taux d'honoraires médicaux à la charge des patients âgés entre 70 et 74 ans (qui devrait passer de 10 % à 20 %) et de l'âge auquel les pensions de retraites commencent à être versées (entre 68 et 70 ans, contre 65 ans avant la réforme), ainsi que des mesures pour renforcer la sécurité sociale des plus jeunes (en étendant, par exemple, le système de retraites des employés réguliers aux salariés à temps partiel).

##### Redéfinition de la politique énergétique
À la suite de l'accident nucléaire de Fukushima, l'État japonais décide en avril 2011 de geler toute nouvelle construction de centrale nucléaire. Puis, le 6 mai 2011, Naoto Kan demande à l’exploitant Chubu Electric Power de suspendre le fonctionnement de tous les réacteurs de la centrale nucléaire de Hamaoka. Il y a en effet une probabilité de 87 % qu'un séisme de magnitude 8,0 frappe la région du Tōkai, dans les 30 ans. Des mesures doivent donc être prises pour résister aux effets d’un tel séisme, comprenant en particulier la construction d'une digue de 12 mètres de haut pour protéger la station d’un tsunami et une surélévation des générateurs diesel de secours.
Il annonce également une nouvelle orientation du programme nucléaire japonais, dont la part de l’énergie produite devait passer de 30 % à 50 % de l’énergie totale. Celui-ci serait axé sur une plus grande sécurité, et sur « des efforts pour promouvoir les énergies renouvelables ». Le texte ainsi produit par le gouvernement pour redéfinir cette politique énergétique fixe pour objectif d'augmenter la part des énergies renouvelables dans la production totale d'électricité au Japon de 9 % en 2011 à 20 % au début des années 2020. Pour y parvenir, il est notamment prévu que le gouvernement fixe des prix auxquels les services publics du secteur doivent acheter l'énergie provenant de productions géothermiques, solaires ou éoliennes à des taux supérieurs à ceux du marché, tandis que ces mêmes organismes sont poussés à se fournir en électricité auprès de prestataires extérieurs, tels des coopératives et des entreprises privées, afin de limiter leurs positions monopolistiques. Le projet de loi réaffirme également l'engagement pris par l'administration démocrate après son arrivée en pouvoir en 2009 de réduire de 25 % les émissions de gaz à effet de serre du Japon d'ici à 2020 par rapport au niveau de 1990. Il est voté par la Chambre des représentants le 23 août 2011 et par la Chambre des conseillers trois jours plus tard.
Le 6 juillet 2011, Naoto Kan annonce l'organisation de stress tests sur tous les réacteurs du Japon avant d'autoriser la réouverture de ceux arrêtés depuis le séisme et l'accident de Fukushima, dans le but de rassurer la population. Il prend alors à contrepied un rapport du mois précédent de l'Agence japonaise de sûreté nucléaire (NISA) qui affirmait que tous les sites ayant fait l'objet d'inspections régulières étaient sûrs, ainsi que la position de son ministre de l'Économie, du Commerce et de l'Industrie Banri Kaieda, qui milite alors au contraire auprès des collectivités locales disposant de centrales pour qu'elles en autorisent certaines à se remettre en activité, ceci afin d'éviter de trop fortes pénuries d'électricité pendant l'été. Kaieda avait notamment obtenu le 4 juillet, soit seulement deux jours avant l'annonce du Premier ministre, une déclaration de la municipalité de Genkai dans la préfecture de Saga en faveur de la réouverture de la centrale nucléaire de cette commune. Il s'ensuit une véritable confusion au sein des autorités locales ou nucléaires, qui déclarent ne plus savoir quels ordres suivre tandis que le maire de Genkai critique fermement ce qu'il voit comme un revirement de la position du gouvernement, et Naoto Kan doit s'excuser devant son conseil des ministres le 8 juillet, reconnaissant que : « Mon instruction était inadéquate et est venue trop tard ». Finalement, le 11 juillet suivant, le Cabinet propose un programme de révision de sécurité en deux étapes, avec tout d'abord une vérification des unités arrêtées, puis de celles toujours en opérations.
Le gouvernement fait savoir début août son intention de réformer la NISA, qui était alors sous la tutelle du ministère de l'Économie, des Technologies et de l'Industrie (le METI) qui menait une politique pro-nucléaire. Ainsi, la NISA mettait par le passé en avant la sécurité de toutes les centrales nucléaires que comptait l'archipel, camouflant les incidents qui auraient pu remettre en cause cette politique. La réforme envisagée consistait en fait à mettre la NISA sous la tutelle du ministère de l'Environnement.
Par ailleurs, Naoto Kan instaura les bases d'une nouvelle politique énergétique : interdire la construction de nouvelles centrales, fermer les plus anciennes (comme celle de Hamaoka), redémarrer les centrales uniquement après un contrôle strict de la sécurité de celles-ci, mener une politique en faveur des énergies renouvelables, sortir progressivement du nucléaire et libéraliser le réseau électrique, monopolisé par des compagnies telles TEPCO, KEPCO, CEPCO...

##### Une gestion controversée
Les journaux japonais du lendemain du séisme appellent les responsables politiques du pays à coordonner leurs efforts pour faire face aux conséquences de la catastrophe, avant de pointer du doigt dès le 13 mars Naoto Kan et son équipe gouvernementale pour sa vitesse de réaction et sur sa communication autour des accidents nucléaires de Fukushima. Néanmoins, il est à noter que ces premières critiques viennent des journaux conservateurs hostiles au gouvernement. De même, l'opposition attaque le Premier ministre pour son survol de la centrale nucléaire de Fukushima Daiichi le 12 mars 2011, l'accusant d'avoir alors retardé l'intervention d'une équipe de secours sur le site.
Selon un sondage réalisé par l'agence Kyodo News et paru le 26 mars 2011, la popularité du Premier ministre augmente quelque peu par rapport au niveau très bas atteint en février (28,3 % de satisfaits, soit 8,4 point de plus que la précédente étude menée un mois auparavant), mais dans le même temps une majorité des personnes interrogées (58,2 %) déclarent ne pas approuver la manière dont le gouvernement a géré la catastrophe nucléaire. Lors de la première partie des élections locales unifiées tenue le 10 avril 2011, le PDJ connaît un nouveau revers électoral. Dans les trois préfectures où la majorité nationale et le PLD supportaient des candidats différents pour l'élection des gouverneurs (Tokyo, Hokkaidō et Mie), la victoire est revenue aux libéraux-démocrates. De même, le PDJ, s'il gagne à Sapporo, perd la mairie de Hiroshima et subit des reculs nets dans les Assemblées préfectorales ou municipales qui étaient alors renouvelées.
Dans un document envoyé à ses partisans au sein de la majorité le 13 mars 2011, le principal rival interne de Naoto Kan, Ichirō Ozawa, le critique ouvertement, déclarant : « Aucun signe de l'autorité du Premier ministre Kan n'est visible dans les mesures que l'administration irresponsable a prises, et les dommages liés à la catastrophe devraient empirer d'autant plus [...]. L'énorme défaite dans la première moitié des élections locales indique que le public envoie un avertissement au Cabinet de Kan ». Le même jours, un des collaborateurs du Premier ministre, l'écrivain Kenichi Matsumoto, provoque une controverse en rapportant à des journalistes des propos qu'il prête à Naoto Kan et selon lesquels le chef du gouvernement aurait affirmé que les personnes évacuées des environs de la centrale de Fukushima ne pourraient pas regagner leurs foyers « avant 10 ou 20 ans ». Cette déclaration est démentie par Kan, et l'intéressé doit finalement se rétracter en déclarant avoir mal retransmis les paroles du Premier ministre. L'un des poids lourds de la majorité, le conseiller suprême du PDJ Kōzō Watanabe, demande le 15 mars suivant le renvoi de Matsumoto. De plus, après plus d'un mois d'une stratégie de non-agression adoptée par le PLD à l'égard du gouvernement, Sadakazu Tanigaki recommence à demander la démission de Kan du poste de Premier ministre à partir du 14 mars 2011.
Une motion de censure est déposée par les libéraux-démocrates, le Nouveau Kōmeitō et Tachiagare Nippon à la Chambre des représentants contre le Cabinet de Kan le 1er juin 2011. Or, Yukio Hatoyama et Ichirō Ozawa, ainsi que certains de leurs partisans au sein du PDJ, laissent entendre qu'ils pourraient également adopter cette censure afin de forcer Naoto Kan à démissionner et permettre la désignation d'un nouveau Premier ministre qui pourrait former une grande coalition. Néanmoins, le jour du vote, le 2 juin, la motion est très largement rejetée, par 152 voix pour, 293 contre et 34 non votants. Seuls deux députés démocrates (Kenkō Matsuki et Katsuhiko Yokokume) votent en faveur de la motion et quittent le parti, tandis qu'Ozawa et 14 de ses proches s'abstiennent. Naoto Kan, pour écarter le risque d'une fronde plus importante, a du promettre avant que la motion ne soit soumise aux suffrages que : « Une fois que j’aurai achevé ma gestion du désastre et assumé mon rôle jusqu’à un certain point, je voudrais transmettre mes responsabilités à une génération plus jeune », sous-entendant ainsi sa démission prochaine sans pour autant donner de calendrier précis. Il donne plus de détails le 27 juin suivant sur les conditions de son départ, devant se faire après l'adoption de trois textes jugés importants : le deuxième budget de reconstruction (acté le 25 juillet), le projet de loi sur l'émission d'obligations pour l'année fiscale 2011 et celui sur les énergies renouvelables (ces deux dernières lois étant définitivement adoptées le 26 août).
Le gouvernement et le parti au pouvoir ont été gravement mis à mal à la suite du scandale des faxes : le gouvernement remettait jusque-là toutes les fautes de gestion de la crise de Fukushima sur le compte de TEPCO, déclarant que cette dernière ne communiquait pas ou peu au gouvernement les informations en sa disposition, limitant ainsi les actions de ce dernier. Cependant, l'agence de presse Kyodo News put obtenir une quantité importante de faxes envoyés par TEPCO au gouvernement où toutes les informations étaient détaillées, expliquées, la situation à la centrale donnée avec précision et les projets de TEPCO concernant la centrale toujours communiqués en détail. Le gouvernement fut dès lors accusé de mentir et de se décharger de ses responsabilités. Le taux de soutien du gouvernement atteignit alors son plus bas niveau à 17 % d'approbation quant au PDJ (le parti au pouvoir), son taux de soutien a chuté à 12 % contre 25 % pour le PLD (premier parti d'opposition).[réf. nécessaire]

#### Démission
Le 26 août 2011, Naoto Kan, après un an et deux mois à la tête du gouvernement et du PDJ, annonce lors d'une conférence de presse organisée au Kantei qu'il quitte ses fonctions de président du parti majoritaire et par conséquent de Premier ministre. Il respecte ainsi sa promesse de quitter le pouvoir après l'adoption le jour même par la Chambre des conseillers des lois pour l'émission d'obligations pour l'année fiscale 2011 et sur les énergies renouvelables. Il explique qu'il « veut agir, en tant que politique et citoyen, pour créer une société qui ne dépende pas de la puissance nucléaire ». Il exprime par ailleurs sa gratitude envers les membres de son parti. Kan était sous pression de la part de l'opposition et au sein même de sa propre majorité en raison de sa gestion très critiquée de l'après-tsunami de mars 2011.
Trois jours plus tard, c'est son ministre des Finances, Yoshihiko Noda, qui est élu président du PDJ et, le lendemain, pour lui succéder au Kantei. La passation de pouvoir devant l'empereur a officiellement lieu le 2 septembre 2011.

#### Bilan
Naoto Kan a été Premier ministre durant quinze mois, soit le plus long mandat depuis le départ de Jun'ichirō Koizumi, en 2006. Au pouvoir, il a fait face à une crise entre le Japon et la Chine autour des îlots contestés appelés Senkaku et surtout à la triple catastrophe de mars 2011 (séisme, tsunami et accident de Fukushima).
En matière de politique militaire, il a modifié le déploiement des Forces d'autodéfense, qui jusque-là répondait encore à une logique de Guerre froide (face à l'URSS), afin de les préparer à toute menace venant de la Corée du Nord ou de la Chine. Il s'est attaché avec son ministre des Affaires étrangères Seiji Maehara à améliorer les relations nippo-américaines mises à mal à l'époque de son prédécesseur, Yukio Hatoyama, et à se rapprocher de la Corée du Sud. Il a mis en place l'accord de libre-échange avec l'Inde qui sur le long terme doit permettre au Japon de prendre pied sur le marché indien, jeté les bases de celui avec l'Union européenne et a annoncé l'intérêt du Japon pour une participation au TPP (Trans-Pacific Partnership), un accord d'ouverture des marchés avec plusieurs pays démocratiques autour du Pacifique comme les États-Unis ou l'Australie.
En matière de politique intérieure, il a jeté les bases d'une importante réforme agricole (en prévision d'une potentielle ouverture du marché japonais à des produits étrangers), redéfini la politique énergétique du Japon (passant par une libéralisation du réseau, la sortie progressive du nucléaire, le gel de toute construction de nouvelles centrales, la réforme de la NISA ou encore la promotion des énergies renouvelables) et préparé une réforme fiscale (avec surtout une augmentation progressive de la taxe sur la consommation) et de la sécurité sociale. Autant de dossiers qu'il laisse à son successeur faute de temps, en raison de la pression des forces d'opposition contrôlant la Chambre des conseillers et de membres de son parti. Il a dû de plus revenir sur certaines promesses électorales faites par son camp en 2009, favorisant avec son ministre des Finances Yoshihiko Noda la stabilisation des comptes publics et la lutte contre la déflation causée par une tendance à la hausse du yen par rapport au dollar.
Concernant le PDJ, sa présidence a été marquée par une volonté d'isoler Ichirō Ozawa et de limiter son influence politique, ce qui lui a valu une vive opposition interne de la part des partisans et alliés de ce dernier.

### Après le départ du pouvoir
Le 5 septembre 2011, son successeur, Yoshihiko Noda, le nomme au poste honorifique de « Conseiller suprême » du PDJ (placé officiellement au-dessus du président dans la hiérarchie du parti, il désigne des personnalités de poids ayant une autorité morale et est l'équivalent d'une fonction de « président d'honneur »), aux côtés de six autres personnes dont les deux anciens Premiers ministres Tsutomu Hata (déjà « Conseiller suprême » depuis plusieurs années) et Yukio Hatoyama (nommé en même temps que Kan), les deux anciens secrétaires généraux Katsuya Okada et Hirohisa Fujii, l'ancien président de la Chambre des conseillers (et allié historique de Naoto Kan) Satsuki Eda et le vétéran Kōzō Watanabe (lui aussi détenteur de ce titre de longue date).
Dans un entretien accordé à l'agence Kyodo News au milieu du mois de septembre 2011, il admet avoir demandé à des experts des « simulations du pire des scénarios » concernant l'accident nucléaire de Fukushima, envisageant jusqu'à l'évacuation de la population vivant dans un rayon de 200 à 250 kilomètres autour de la centrale, incluant jusqu'à 30 millions d'habitants de Tokyo et des environs. Il déclare à ce sujet : « C'était un moment crucial puisque je n'étais pas sûr que le Japon puisse continuer à fonctionner en tant qu'État ». Il attaque également vivement TEPCO, accusant la compagnie d'avoir envisagé d'abandonner la centrale au plus fort de la crise et lui reprochant d'avoir mal communiqué avec les services du gouvernement.
Après la dissolution de la Chambre des représentants du 16 novembre 2012 et l'organisation d'élections législatives anticipées le 16 décembre suivant, Naoto Kan fait campagne essentiellement seul et met en avant notamment sa position en faveur d'une sortie totale du nucléaire, allant sur ce point plus loin que le programme officiel du parti. Il ne reçoit aucun soutien affirmé de la direction démocrate, et dit alors « être retourné dans les squares, au mouvement sur le terrain », une stratégie qui avait marqué ses premières campagnes personnelles. Le jour du scrutin, marqué par une sévère défaite pour le PDJ qui retombe à seulement 57 sièges (quatre fois moins que dans la Chambre sortante et plus de cinq fois moins qu'en 2009), Naoto Kan est battu pour la première fois au vote majoritaire dans sa 18e circonscription de Tokyo, avec 73 942 voix et 28,33 % des suffrages exprimés, contre 84 078 votes (32,22 %) à son traditionnel rival libéral-démocrate depuis 2005 Masatada Tsuchiya. Il conserve toutefois son siège à la Diète grâce à la proportionnelle dans la totalité du bloc de Tokyo, élu en troisième position sur la liste démocrate qui a réuni 1 008 011 suffrages (15,42 %) pour obtenir 3 des 17 sièges à pourvoir.